# Revoluția Franceză
Revoluția franceză (în franceză Révolution française; 1789–1799) a fost o perioadă de tulburări politice și sociale în Franța și în coloniile ei⁠(d), precum și în Europa sfârșitului secolului al XVIII-lea. Tradițional, se consideră că ea a început prin convocarea Adunării Stărilor Generale la 5 mai 1789 și a luat sfârșit prin lovitura de stat⁠(d) a lui Napoléon Bonaparte din 9 noiembrie 1799 (18 Brumaire, anul VIII). În ansamblul istoriei Franței, ea a pus capăt Vechiului Regim, în special înlocuind monarhia absolută cu monarhia constituțională (1789–1792), apoi cu Prima Republică.
„Mit național”, Revoluția Franceză a lăsat moștenire noi forme politice, mai ales prin intermediul Declarației Drepturilor Omului și Cetățeanului din 1789 care a proclamat egalitatea cetățenilor în fața legii, libertățile fundamentale și suveranitatea Națiunii, constituită în jurul unui Stat. Ea a dus la dispariția societății ordinelor⁠(d), a feudalismului și a privilegiilor, la o fărâmițare mai mare a proprietății funciare, la limitarea exercitării puterii politice, la reechilibrarea relațiilor între Biserică și Stat, și la redefinirea structurilor familiale. Valorile și instituțiile Revoluției încă domină și astăzi viața politică franceză.
Ea a fost marcată de perioade de mare violență, mai ales în timpul Terorii (1793–1794), în cursul războiului din Vendée, în care au murit sute de mii de oameni, în cursul insurecțiilor federaliste⁠(d) sau în cadrul luptelor între facțiunile revoluționare, care au dus la moartea succesivă a principalelor figuri revoluționare (girondinii, hebertiștii⁠(d), dantoniștii⁠(d) și apoi robespierriștii⁠(d)).
Războaiele Revoluției Franceze, care au afectat o mare parte din Europa continentală, au propagat ideile revoluționare și au contribuit la abolirea societății ordinilor în Europa de Vest, în „republicile surori⁠(d)” și apoi în toată Europa.
Revoluția Franceză „diferă de celelalte revoluții prin exigențele ei universaliste⁠(d) cum că are ca destin să fie de folos întregii omeniri”. Încă de la început, sfera universală a ideilor Revoluției Franceze a fost proclamată departizanii ei și amploarea consecințelor ei a fost subliniată de detractori.
Considerată de majoritatea istoricilor a fi unul dintre evenimentele majore ale istoriei mondiale, Revoluția a fost subiect de dezbateri precum și un controversat reper de-a lungul celor două secole care i-au urmat, în Franța și în lume. Ea a creat diviziuni imediate și durabile între partizanii ideilor revoluționare și apărătorii vechii ordini, precum și între anticlericali și Biserica Catolică.
Ea a marcat începutul unei perioade de instabilitate instituțională în Franța, în cursul căreia s-au succedat trei monarhii constituționale (1789–1792, 1814–1830, 1830–1848), două republici (1792–1804, 1848–1851) și două regimuri imperiale (1804–1814 și 1851–1870), până la instaurarea definitivă a Republicii în anii 1870. Toată istoria contemporană este marcată de moștenirea Revoluției Franceze, pe care majoritatea mișcărilor revoluționare au perceput-o ca un eveniment precursor. Fazele ei generale și simbolurile ei culturale au deveni standard al altor tulburări majore din istoria modernă, inclusiv Revoluția Rusă de după mai mult de un secol.

## Cronologie și periodizare
Ea este tradițional plasată între deschiderea lucrărilor Stărilor Generale la 5 mai 1789, și lovitura de stat din 18 Brumaire⁠(d) a lui Napoléon Bonaparte, din 9 noiembrie 1799, care a inaugurat perioada Consulatului și a condus, cinci ani mai târziu, la instaurarea Imperiului. Totuși, ea a fost parțial perpetuată de către Napoléon prin expansiunea Primului Imperiu Francez.
Cea mai mare parte a manualelor istorice și mulți istorici împart Revoluția în patru perioade — Constituanta, Legislativa, Convenția, Directoratul — doar Jules Michelet și istoriografia marxistă⁠(d) îi plasează sfârșitul la căderea lui Robespierre. Această periodizare⁠(d) depinde adesea de convingerile sau de motivele ulterioare de natură politică ale celor interesați fie în favoarea republicii „parlamentare”, fie în favoarea „suveranității populare”. Istoriografia⁠(d) distinge de regulă două mari perioade, două revoluții succesive, care au transformat mai întâi Regatul Franței într-o monarhie constituțională, și apoi în Prima Republică, punând capăt unei societăți a ordinelor⁠(d) și vechilor privilegii medievale.

## Cauze
Revoluția a rezultat din mai mulți factori care au acționat pe termen lung și pe termen scurt, culminând într-o criză socială, economică, financiară și politică la sfârșitul anilor 1780. Combinat cu rezistența elitei conducătoare față de reforme și cu politica nehotărâtă a lui Ludovic al XVI-lea și a miniștrilor lui, a rezultat o criză pe care statul nu a mai putut-o gestiona.
Între 1715 și 1789, populația Franței a crescut de la 21 la 28 de milioane, dintre care 20% trăiau în orașe mai mari sau mai mici, Parisul singur având peste 600.000 de locuitori. Aceasta a fost însoțită de triplarea dimensiunii clasei mijlocii, care în 1789 ajunsese să formeze aproape 10% din populație. În ciuda creșterii prosperității în ansamblu, beneficiile acestei creșteri erau în mare parte limitate la clasele rentieră și mercantilă, în vreme ce pentru muncitorii salariați și țăranii neproprietari standardul de trai a scăzut. Recesiunea economică din 1785, combinată cu recoltele slabe din 1787 și 1788, a dus la creșterea șomajului și a prețurilor alimentelor, producând o criză financiară și politică.
Deși statul trecea și el printr-o criză a datoriei, nivelul datoriei nu era foarte mare comparativ cu al Marii Britanii. O problemă importantă o constituia faptul că ratele taxelor erau diferite de la o regiune la alta, în realitate erau altele decât cifrele oficiale, și se colectau inconsecvent. Complexitatea sistemului fiscal însemna o mare incertitudine privind suma cu care contribuia fiecare taxă autorizată în parte, ceea ve producea resentimentele contribuabililor. Tentativele de a simplifica sistemul erau blocate de parlamentele regionale⁠(d) care aprobau politica financiară. Impasul rezultat a dus la convocarea Adunării Stărilor Generale din 1789, care s-a radicalizat prin lupta pentru controlul asupra finanțelor publice.
Ludovic al XVI-lea era dispus să efectueze unele reforme, dar adesea dădea înapoi când se confrunta cu opoziția elementelor conservatoare din rândul nobilimii. Elita franceză educată discuta critici din perspectivă iluministă ale instituțiilor sociale. În același timp, Revoluția Americană și răscoalele din Europa din anii 1780 au inspirat dezbateri publice pe teme ca patriotismul, libertatea, egalitatea, și democrația. Acestea au modelat răspunsul publicului educat la criză, în vreme ce scandalurile ca afacerea colierului reginei au alimentat furia larg răspândită la adresa curții, nobilimii și oficialilor Bisericii.

## Franța anilor 1780

### Societatea franceză

Organizarea pe 3 ordine din regimul feudal

Sub Vechiul Regim, societatea se baza pe existența a trei ordine ierarhizate (clerul, nobilimea, și starea a treia care singură reprezenta 97% din populație) și pe un mozaic de drepturi de care dispuneau organismele constituite (parlamentele⁠(d), comunitățile, orașele, universitățile, breslele⁠(d)), care puteau fi diferite de la o provincie la alta și erau rămășițe ale societății medievale și ale expansiunilor teritoriale succesive ale regatului. Povarea impozitelor rezida aproape exclusiv în sarcina stării a treia, care era obligată inclusiv să plătească impozite celorlalte stări.
În secolul al XVIII-lea, apariția de noi categorii sociale în orașe și în marile burguri era evidentă. Printre noile pături se distingeau pe de o parte burghezia negustorească sau financiară, care profita de îmbogățirea globală și, o parte din ea, de marile specule bursiere din timpul lui Ludovic al XVI-lea, muncitorii, țăranii înstăriți care își puteau trimite copiii la școală, și pe de altă parte o burghezie funcționărească, juriști care aspirau să joace un rol politic.
Totuși, confruntată cu această concurență, nobilimea a reafirmat principiul superiorității prin naștere față de cea prin realizări și educație: reacțiunea seniorială a nobilimii.
Inspirați de fiziocrați, marii latifundiari căutau în plus să-și optimizeze veniturile extrase din exploatarea pământurilor și au repus în vigoare privilegii ca exploatarea oamenilor de rând, cu efectul privării și sărăcirii țăranilor fără pământ.
La finalul anilor 1780, recoltele slabe i-au lăsat pe drumuri pe cei mai vulnerabili membri ai comunităților. Istoricul Jean Nicolas⁠(d) consemnează pe durata secolului al XVIII-lea, pe care îl numește „secolul neliniștii”, nu mai puțin de 8528 de răscoale ale comunităților țărănești care s-au politizat din ce în ce mai mult. Condițiile climatice au fost problematice în 1788, cu o secetă primăvara, și furtuni violente pe 13 iulie, soldate cu recolte slabe și creșterea prețului cerealelor și pâinii. Iarna următoare a fost geroasă și a făcut ca prețul lemnului de foc să crească. Aceste fenomene au stârnit agitația populară, clasa politică fiind considerată responsabilă de penuria de grâne. Răscoalele cauzate de foamete din 1788 atestă, și ele, criza alimentară drept cauză a Revoluției. Aceste crize alimentare au fost cauzate de liberalizarea comerțului sub Vechiul Regim⁠(d), începută în 1763.

Ludovic de aur din timpul lui Ludovic al XVI-lea (1788)

În plus, în timp ce băncile pariziene cunoșteau o dezvoltare foarte importantă, și prin influența lor a ajuns la conducerea finanțelor Jacques Necker, o criză bugetară a statului cauzată de enorma datorie a guvernului (4.500.000.000 livre în 1788), în parte din cauza participării Franței la Războiul de Independentă al Statelor Unite (care el singur costase peste un miliard de livre, conform istoricului francez Jean-Clément Martin⁠(d)), și o inflație ridicată cauzată de o cantitate fără precedent de monedă în circulație, l-au obligat să se gândească la o nouă creștere a impozitelor. Pentru a face aceasta, avea nevoie să convoce Adunarea Stărilor Generale: în acest context de tensiuni, acesta a devenit evenimentul declanșator al Revoluției Franceze.

### Rezistența față de monarhia absolută și dorința de reforme

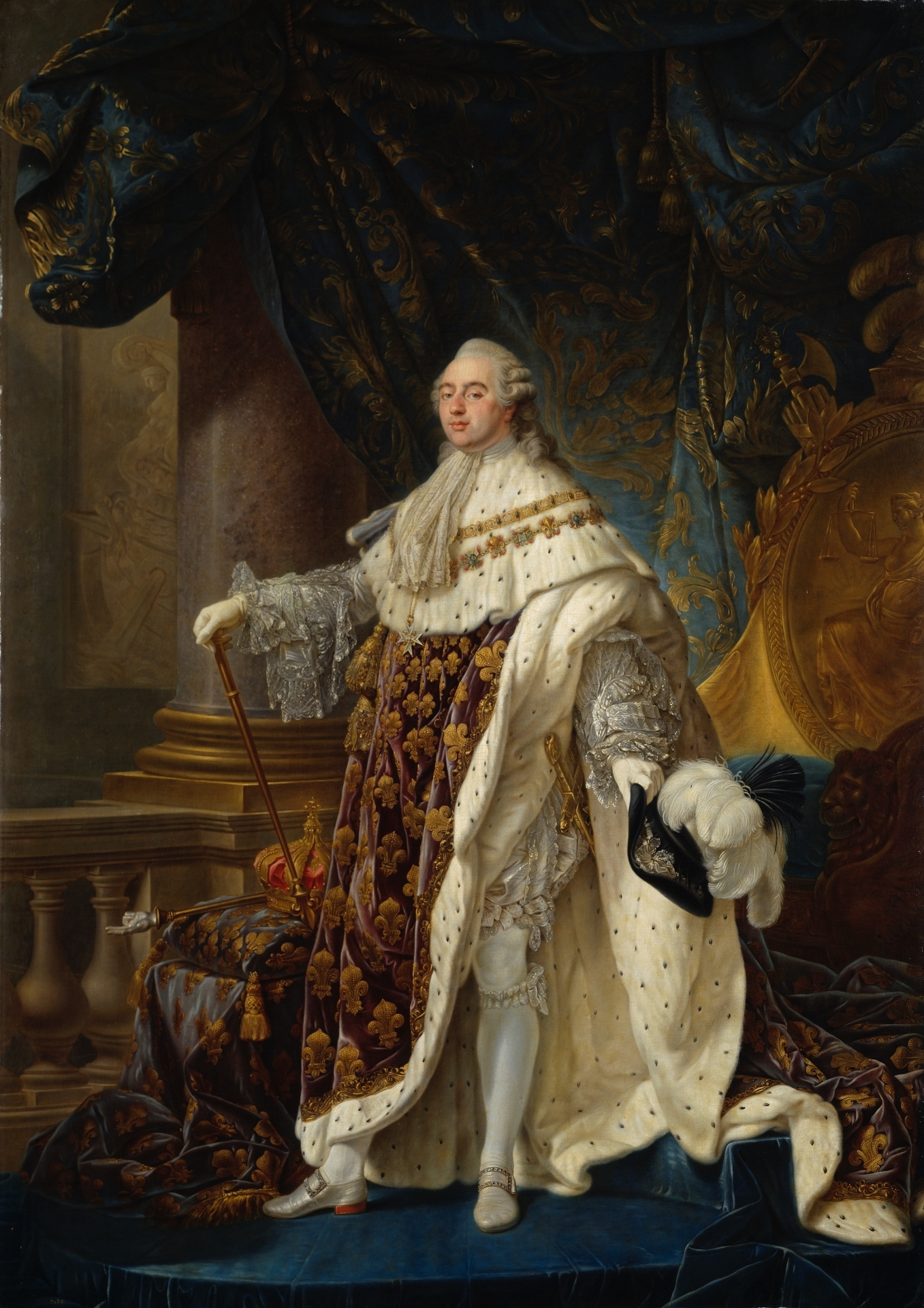
Ludovic al XVI-lea în costum de încoronare, cu regalia și crucea de (1781)

În 1788, puterea în stat se baza pe modelul politico-social al unei monarhii absolute de drept divin⁠(d): regele, reprezentant al lui Dumnezeu pe Pământ era „eliberat de legi” trebuind în schimb să respecte „legile fundamentale ale Regatului⁠(d)”. El era garantul securității, dreptății și credinței supușilor lui. Suveranitatea sa nu izvora din nicio instanță umană, dar trebuia să guverneze cu consimțământul organismelor constituite. Contradicțiile interne ale acestui model aveau să deschidă calea către Revoluție.
În imensa lor majoritate, francezii rămâneau atașați de forma de guvernământ monarhică. Regele, iubit și respectat era perceput ca „părintele poporului”, Națiunii, apoi ca „părinte al francezilor”. În 1788, se spera la o reformă a Statului sub autoritatea lui și consimțământul lui
Când se opuneau puterii regale, organismele constituite o făceau pentru apărarea intereselor lor proprii, fără a argumenta și fără a se opune ideologic. Parlamentele⁠(d), instanțe judecătorești ale Vechiului Regim, și stările provinciale⁠(d) și-au instrumentalizat dreptul la protest⁠(d) față de înregistrarea legilor cu scopul de a se opune reformelor ministeriale ale Consiliului de Coroană⁠(d). Deși înainte de toate își protejau propriile privilegii, ele se considerau pe ele însele, și se prezentau în ochii opiniei publice incipiente, într-o retorică de apărare a poporului contra despotismului ministerial, ca reprezentanți ai Națiunii. În ciuda presiunii fiscale, monarhia a respectat aceste organisme intermediare până la lovitura de forță a cancelarului Maupeou⁠(d) care a rupt echilibrul în 1771. Cei mai radicali membri ai lor s-au raliat în ceea ce s-a numit „partida patriotă”, vârf de lance al contestatarilor prerevoluționari. Sinteza luptelor și revendicărilor lor, în dialog cu tezele lui Rousseau, urma, datorită evenimentelor din 1789, să dea substanță începuturilor ideologice ale Revoluției.
În cele din urmă, contestările fundamentale la adresa absolutismului au fost ceva rar și marginal până în 1789. Ele au fost mai presus de orice filosofice⁠(d) și religioase înainte de a fi politice sau sociale. Dimpotrivă, la francezi se observă o dorință unanimă de reformă, dusă de deputații lor care exprimă dorința de un stat mai eficient și de o monarhie regenerată

### Escaladarea crizei financiare într-o criză politică
Franța s-a confruntat de-a lungul secolului al XVIII-lea cu o serie de crize bugetare, pe măsură ce veniturile au început să rămână în urma cheltuielilor statului. Deși economia creștea constant, ea nu se reflecta într-o creștere proporțională a veniturilor fiscale, întrucât strângerea lor era contractată unor colectori privați⁠(d) care păstrau mare parte din ele ca profit personal. Nobilimea și Biserica beneficiau de numeroase scutiri, și ca urmare povara fiscală cădea în special în seama țăranilor. Reformele erau dificile, deoarece noile legi fiscale trebuiau înregistrate la organismele judecătorești locale (parlamente⁠(d)) care puteau să le blocheze. Regele putea impune legi prin decret, dar risca un conflict deschis cu parlamentele, cu nobilimea, și cu cei supuși noilor taxe.
Franța a finanțat Războiul Anglo-Francez⁠(d) din 1778–1783 prin împrumuturi. După încheierea lui, monarhia a continuat să se împrumute, culminând într-o criză a datoriilor. În 1788, jumătate din venitul statului ajunsese să meargă la plata datoriilor. În 1786, ministrul francez de finanțe, Calonne⁠(d), a propus un pachet de reforme ce cuprindea o taxă universală pe pământ, abolirea controlului prețului grânelor și vămilor interne, și numirea de adunări provinciale de către rege. Noile taxe au fost respinse, mai întâi de o Adunare a Notabililor⁠(d) numită de rege și dominată de nobilime, și apoi și de parlamente, cărora succesorul lui Calonne, Brienne⁠(d), le-a cerut consimțământul. Notabilii și parlamentele au susținut că taxele propuse pot fi aprobate doar de o Adunare a Stărilor Generale, organism reprezentativ care ultima oară se întrunise în 1614.
Conflictul dintre Coroană și parlamente a devenit o criză politică națională. Ambele tabere au emis mai multe declarații publice, guvernul susținând că combate privilegiile, oar parlamentele apărând drepturile străvechi ale națiunii. Opinia publică era ferm de partea parlamentelor, și în mai multe orașe au izbucnit răscoale. Tentativele lui Brienne de a mai obține credite au eșuat și, pe 8 august 1788, a anunțat că regele va convoca Stările Generale pentru luna mai a anului următor. Brienne a demisionat și a fost înlocuit cu Jacques Necker.
În septembrie 1788, Parlamentul din Paris a hotărât că Stările Generale se vor întruni în aceeași formă ca în 1614, adică cele trei stări (clerul, nobilimea, și starea a treia) se vor întruni și vor vota separat, voturile fiind numărate pe stări, nu pe oameni. Ca urmare, clerul și nobilimea se puteau combina pentru a depăși la vot Starea a Treia, deși împreună nu reprezentau decât mai puțin de 5% din populație.
În urma relaxării cenzurii și legilor împotriva cluburilor politice, un grup de nobili și activiști din clasa de mijloc de orientare liberală, denumită Societatea celor Treizeci a lansat o campanie pentru dublarea reprezentării Stării a Treia și pentru vot individual. Dezbaterea publică a produs 25 de broșuri politice noi în fiecare săptămână începând cu 25 septembrie 1788. Abatele Sieyès a redactat broșuri influente intitulate Ce este Starea a Treia?⁠(d) în care denunța privilegiile clerului și nobilimii, și susținea că Starea a Treia reprezintă națiunea și ar trebui să se întrunească singură drept Adunare Națională. Activiști ca Jean Joseph Mounier⁠(d), Antoine Barnave⁠(d) și Maximilien Robespierre au organizat mitinguri regionale, petiții și multe materiale care le susțineau revendicările. În decembrie, regele a acceptat să dubleze numărul de reprezentanți ai Stării a Treia, dar a lăsat chestiunea numărării voturilor în sarcina Stărilor Generale. 
Această evitare a unei decizii de către rege a permis creșterea unei „partide patriotice⁠(d)” la Paris și în provincie.
Deși nu avea autoritate legislativă deplină, Adunarea Stărilor Generale a suscitat mari speranțe în rândul populației franceze. Țăranii sperau la o ameliorare a condițiilor lor de trai prin reducerea, sau chiar desființarea privilegiilor senioriale. Burghezia spera în instaurarea egalității în fața legii și instaurarea unei monarhii parlamentare și a unui guvern reprezentativ. Ea putea conta pe susținerea unei mici părți a nobilimii care era deschisă la idei noi, și a clerului de rând sensibil la dificultățile poporului. De la sfârșitul lui 1788, memoriile, broșurile și periodicele pe tema viitoarei Adunări s-au înmulțit. Satele și orașele Franței se informau despre dezbaterile pe tema alcătuirii și organizării Adunării Stărilor regatului.
Odată cu dezvoltarea unei opinii publice, în special la Rennes⁠(d) și în Dauphiné⁠(d), au izbucnit ciocniri de stradă sporadice în lunile dinaintea reuniunii deputaților la Versailles.

## Adunarea Stărilor Generale din 1789

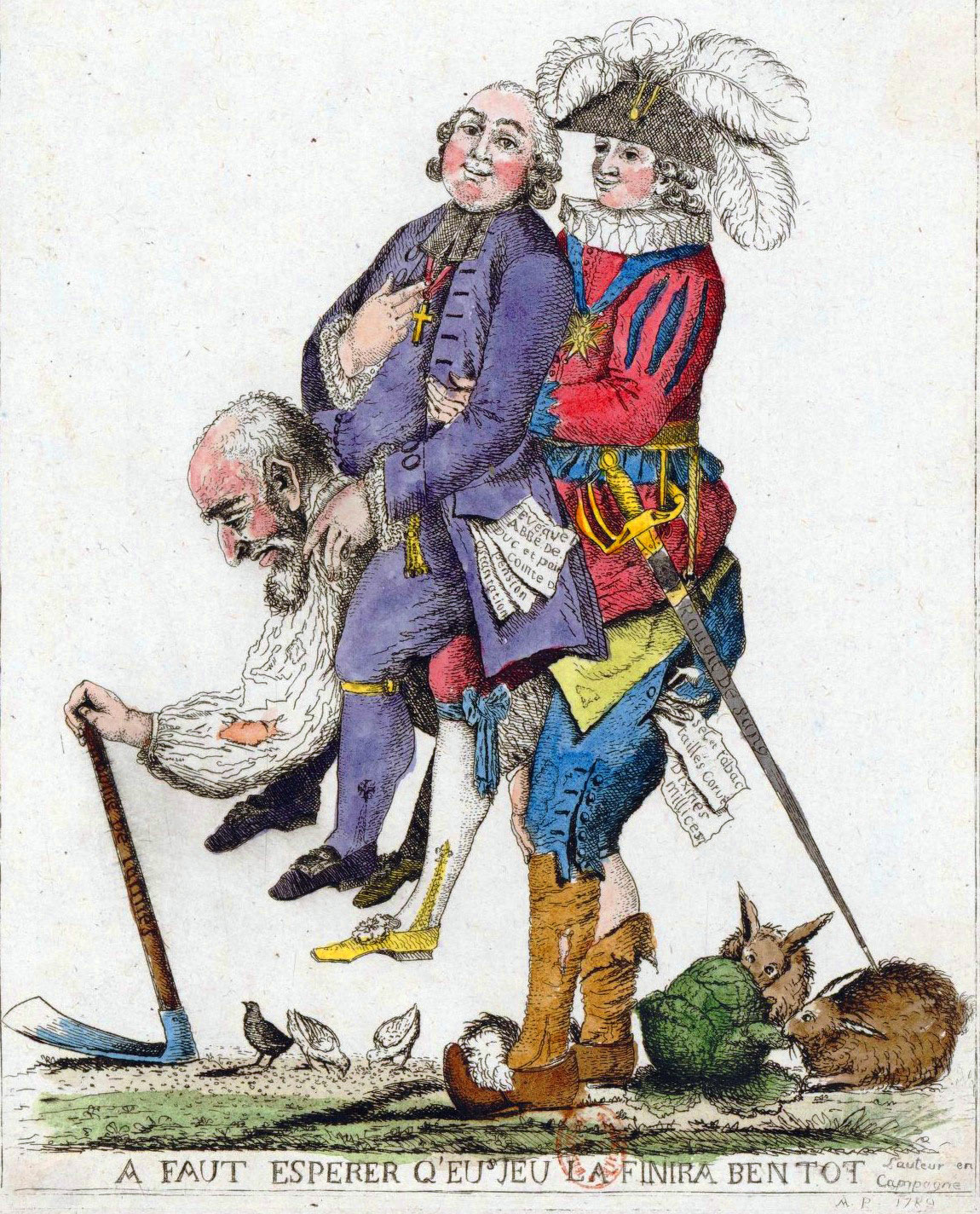
Caricatură reprezentând cele trei stări: Starea Întâi (clerul) și Starea a Doua (nobilimea) cărate în spate de Starea a Treia

Stările Generale conțineau trei organisme separate, Starea Întâi reprezentând 100.000 de clerici, Starea a Doua reprezentând nobilimea, și Starea a Treia („comunele”, oamenii de rând). Fiecare se întrunea separat, iar propunerile trebuiau să fie aprobate de cel puțin două stări. Ca urmare, Stările Întâi și a Doua se puteau coaliza pentru a respinge orice propunea Starea a Treia, deși aceasta din urmă reprezenta mai mult de 95% din populație.
Biserica Catolică⁠(d) deținea aproape 10% din terenuri, și beneficia de zeciuiala anuală plătită de țărani, dar trei sferturi din cei 303 clerici aleși erau preoți parohi de rând, dintre care mulți erau mai prost plătiți chiar și decât muncitorii necalificați, și aveau mai multe în comun cu enoriașii lor săraci, decât cu episcopii și ierarhii bisericii. Starea a Doua alesese 322 de deputați, reprezentând circa 400.000 de oameni care dețineau aproximativ 25% din terenuri și colectau taxe senioriale și rente de la țăranii fără pământ care trăiau pe moșiile lor. Cei mai mulți delegați erau din noblesse d'épée⁠(d) („nobilimea de spadă”), sau aristocrația tradițională, care trăia la oraș. Curtenii și reprezentanții „nobilimii de robă” (noblesse de robe⁠(d), al cărei rang deriva din posturile judiciare sau administrative) erau subreprezentați. Din cei 610 deputați ai Stării a Treia, circa două treimi aveau calificări legale și aproape jumătate erau funcționari venali. Mai puțin de 100 din ei lucrau în comerț sau industrie, și niciunul nu era țăran sau meșteșugar. Pentru a asista delegații, fiecare regiune a compilat câte o listă de plângeri, liste denumite Cahiers de doléances⁠(d). Inegalitatea fiscală și taxele senioriale mari (obligațiile feudale datorate latifundiarilor) se aflau în fruntea plângerilor din cahiers de doleances.
Pe 5 mai 1789, Stările Generale s-au întrunit la Versailles. Necker a prezentat bugetul de stat și a reiterat hotărârea regelui ca fiecare stare să decidă ce chestiuni vor fi supuse unei ședințe comune și unui vot comun cu celelalte stări. A doua zi, fiecare stare urma să verifice separat validitatea mandatului fiecărui reprezentant al ei. Starea a Treia a votat însă să invite celelalte stări să verifice în comun toți reprezentanții Stărilor Generale și să voteze toate chestiunile în comun. Negocierile zadarnice au durat până la 12 iunie, când Starea a Treia a început să-și verifice membrii proprii. Pe 17 iunie, Starea a Treia s-a proclamat a fi Adunarea Națională a Franței, și a declarat toate taxele ilegale. În următoarele două zile, peste 100 din membrii clerului (Starea Întâi) li se alăturaseră.

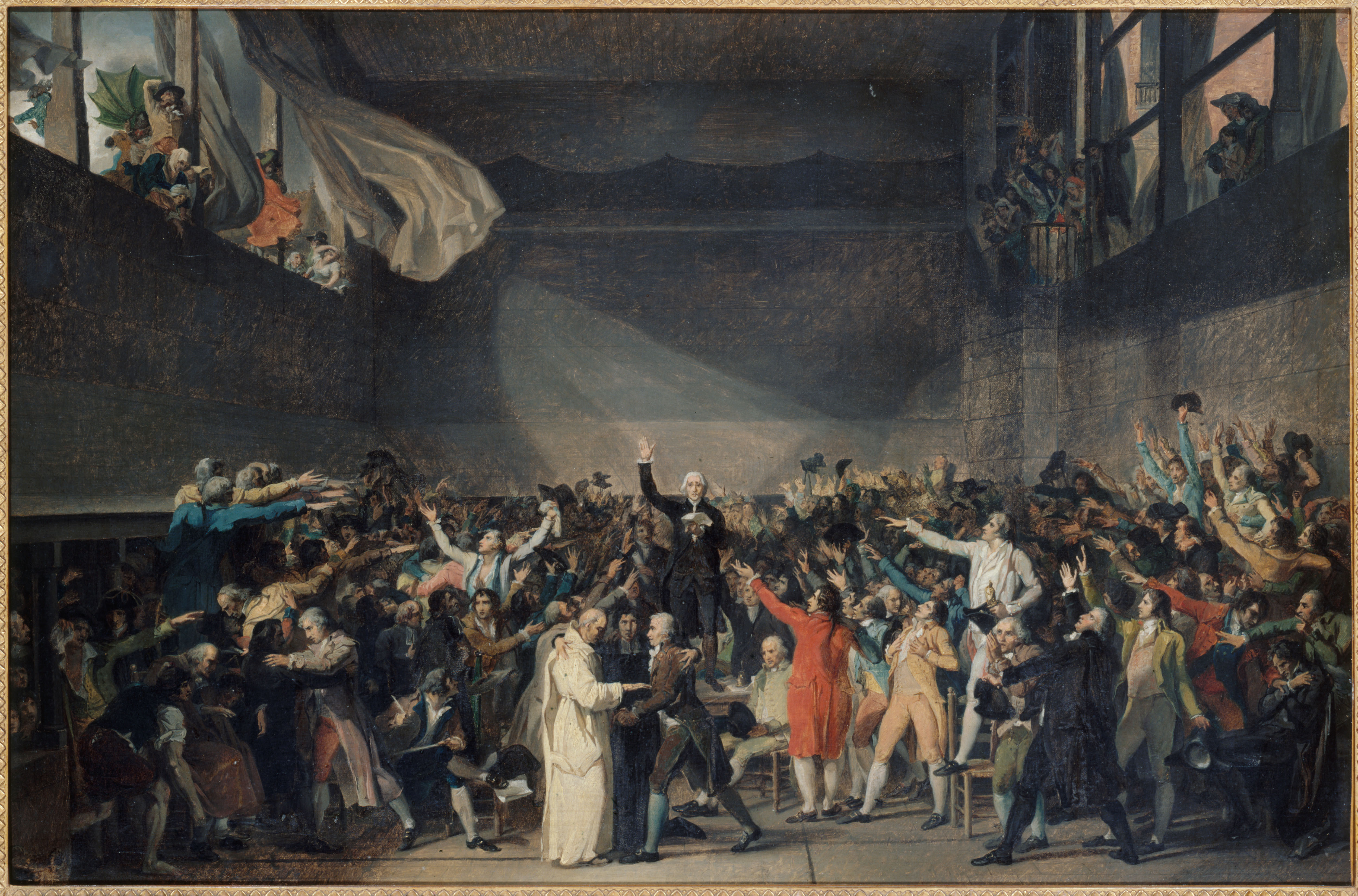
Le Serment du Jeu de paume de Jacques-Louis David (c. 1791), ilustrând

Cutremurat de această contestare a autorității lui, regele a acceptat un pachet de reformă pe care urma să îl anunțe la o ședință regală a Stărilor Generale. Salle des États a fost închisă pentru a pregăti această ședință comună, dar membrii Adunării Stărilor Generale nu au fost informați în avans. Pe 20 iunie, când membrii Stării a Treia și-au găsit sala de ședințe închisă, s-au mutat într-o sală de tenis din apropiere și au jurat⁠(d) să nu se despartă până când nu convin asupra unei noi constituții.
La ședința regală, regele a anunțat o serie de reforme în special fiscale, și a declarat că nu se vor implementa taxe și împrumuturi fără consimțământul Stărilor Generale. El a afirmat însă și că cele trei stări sunt sacrosancte, că privilegiile oricărei stări vor fi desființate doar cu consimțământul respectivei stări, și că fiecare stare va decide ce anune va vota în comun cu celelalte. La sfârșitul sesiunii, Starea a Treia a refuzat să părăsească sala și și-a reiterat jurământul că nu se va despărți fără a conveni asupra unei constituții. În zilele următoare, membrii clerului s-au alăturat Adunării Naționale. Pe 27 iunie, confruntat cu demonstrații populare și cu răzvrătiri ale Gărzilor lui Franceze⁠(d), Ludovic al XVI-lea a renunțat, și a poruncit membrilor primelor două stări să se alăture celei de a treia în Adunarea Națională.

## Monarhia constituțională (iulie 1789 – septembrie 1792)

### Tulburările din iulie și căderea Bastiliei
Odată unificată, Adunarea s-a proclamat la 9 iulie „Adunarea Națională Constituantă” și a început să elaboreze noua constituție. Ca răspuns la 11 septembrie 1789, Ludovic i-a demis din guvern pe miniștrii mai liberali, care sprijineau ideea de guvern reprezentativ și care îl încurajaseră să se angajeze în reforme. Cel mai cunoscut dintre aceștia era ministrul de finanțe Necker, care se bucura de multă popularitate. Pe 12 iulie, Adunarea a intrat într-o ședință non-stop, deoarece se zvonea că regele intenționează să folosească Gărzile Elvețiene⁠(d) pentru a o dispersa. Vestea s-a aflat a doua zi și a scos protestatarii în stradă, iar soldații de elită din Gardes Françaises⁠(d) au refuzat să o disperseze.

Căderea Bastiliei în ; eveniment marcant al Revoluției, încă este comemorat anual.

În dimineața de 14 iulie, mulțimea a pătruns în Hôtel des Invalides și s-a înarmat cu puști și tunuri; de acolo, au trecut la alt depozit de armament, Bastilia, având mulți soldați de partea lor. Bastilia servea drept închisoare, dar nu avea acolo decât puțini deținuți, niciunul important, dar era un important simbol al regimului autocratic. Guvernatorul ei, Bernard-René de Launay⁠(d), a abandonat rezistența după câteva ore de lupte în care au murit 83 de atacatori. Launay a fost luat prizonier și dus către Hôtel de Ville⁠(d), dar a fost omorât pe drum, decapitat, iar capul i-a fost pus pe un par și plimbat prin oraș. Bastilia a fost demolată în săptămânile care au urmat, iar ziua de 14 iulie avea să devină ziua națională a Franței.
Alarmat de perspectiva pierderii controlului asupra Capitalei, Ludovic l-a numit pe marchizul de Lafayette comandant al Gărzii Naționale⁠(d), și pe Jean-Sylvain Bailly în fruntea unei noi structuri administrative denumită Comuna din Paris⁠(d). Pe 17 iulie, Ludovic a vizitat Parisul însoțit de 100 de deputați, unde a fost întâmpinat de Bailly care i-a oferit o cocardă în culorile roșu și albastru ale Parisului. El a adăugat la aceste culori albul monarhiei, formând tricolorul, în uralele mulțimii. Impresia a fost una de reconciliere a regelui cu poporul, dar era clar că puterea nu mai stătea în întregime la curte; el a fost primit ca „Ludovic al XVI-lea, părintele francezilor și regele unui popor liber”.

### Abolirea Vechiului Regim
Odată criza depășită, Adunarea Națională Constituantă a trecut la reformarea statului. Au apărut controverse pe tema formelor constituționale, iar autoritatea civilă era în deteriorare. Pe 22 iulie, fostul ministru de finanțe Joseph Foullon⁠(d) și fiul lui au fost linșați de o gloată pariziană, fără ca Bailly sau Lafayette să-i poată opri. În zonele rurale, circulau tot felul de zvonuri și paranoia rezultată a dus la o răscoală țărănească numită Marea Frică⁠(d). Risipirea legii și ordinii, și atacurile frecvente asupra proprietăților aristocrației i-au determinat pe mulți nobili să fugă în străinătate. Acești exilați au finanțat forțele reacționare din interiorul Franței și i-au îndemnat pe monarhii străini să sprijine o contrarevoluție.
Ca răspuns la acest fenomen, feudalismul a fost abolit literalmente peste noapte⁠(d). Adunarea a dezbătut în noaptea de 4 august ceea ce s-a numit Decretele din August⁠(d), care au fost publicate de-a lungul următoarei săptămâni. Peste 25% din terenul arabil din Franța fusese până atunci supus obligațiilor feudale, din care nobilimea își extrăgea cea mai mare parte a venitului; aceste obligații au fost desființate, împreună cu zeciuiala datorată bisericii. Țăranii fără pământ trebuia teoretic să plătească compensații nobililor, dar colectarea acestora s-a dovedit imposibilă, iar obligația a fost anulată în 1793. Printre alte decrete s-au numărat egalitatea în fața legii, acordarea dreptului de a ocupa o funcție publică tuturor cetățenilor, libertatea religioasă și anularea privilegiilor speciale ale provinciilor și orașelor.
Prin suspendarea celor 13 parlamente regionale în noiembrie, pilonii instituționali ai Vechiului Regim au fost desființați în mai puțin de patru luni. Din primele ei faze, Revoluția a dat semne de radicalism; nu era clar însă mecanismul constituțional de aplicare practică.

### Tulburările din toamnă și mutarea regelui la Paris
Penuriile alimentare au continuat, iar economia s-a tot înrăutățit, cauzând frustrare și frământări în Paris. Spre sfârșitul lui septembrie 1789, când Regimentul Flandra a sosit la Versailles pentru a întări garda regală, a fost primit cu un banchet oficial, după cum se obișnuia. Presa radicală a descris banchetul drept o „orgie a îmbuibării”, iar Adunarea considera sosirea de noi trupe drept o tentativă de a o intimida.
Pe 5 octombrie, multe femei s-au adunat lângă Hôtel de Ville⁠(d), protestând împotriva prețului hranei și penuriei. Aceste proteste au devenit politice și, după ce au luat din armele stocate la Hôtel de Ville, circa 7000 dintre ele au plecat în marș spre Versailles⁠(d), unde au intrat în sala Adunării să-și prezinte revendicările. Alături de ele au venit 15.000 de membri ai Gărzii Naționale, inclusiv Lafayette, care era practic „prizonier al propriilor trupe”.
Lafayette l-a convins pe Ludovic că, pentru siguranța familiei lui, este mai bine să se mute cu toții la Paris. A doua zi dimineața, unii protestatari au pătruns în apartamentele regale, căutând-o pe Maria Antoaneta, care fugise. Ei au devastat palatul și au omorât câteva gărzi. Ordinea a fost în cele din urmă restaurată, iar familia și Adunarea au plecat spre Paris, sub escorta Gărzii Naționale. Ludovic acceptase Decretele din August și schimbarea titlului său din „rege al Franței” în cel de „rege al francezilor”.

### Reconstrucția și reformarea statului

#### Constituția
Adunarea Națională, care în 9 iulie se proclamase „Adunare Națională Constituantă” a trecut la redactarea noii constituții și a unei declarații a drepturilor, scop în care a înființat o comisie cu această sarcină. Au fost analizate douăzeci de propuneri, din care o subcomisie, al cărei membru cel mai cunoscut era Mirabeau⁠(d) , a compilat Declarația drepturilor omului și cetățeanului. Declarația a fost aprobată de Adunare și publicată pe 26 august ca declarație de principiu.
Adunarea s-a concentrat apoi pe constituția propriu-zisă. Mounier⁠(d) și susținătorii lui monarhiști susțineau un sistem bicameral, în care camera superioară să fie numită de rege, care ar mai fi avut apoi dreptul de a numi miniștri și de a respinge legislația. La 10 septembrie, majoritatea Adunării, în frunte cu Sieyès și Talleyrand, a votat pentru parlament unicameral, și a doua zi a aprobat un „veto suspensiv” pentru rege, care avea capacitatea doar de a amâna cu circa 6 ani adoptarea unei legi. În octombrie, Adunarea a votat ca doar „cetățenii activi⁠(d)” să se bucure de drepturi politice, inclusiv de dreptul la vot. Cetățenii activi erau definiți ca bărbații francezi de peste 25 de ani care plăteau impozite directe egale cu trei zile de muncă. Restul erau considerați „cetățeni pasivi”, și se bucurau doar de „drepturi civile”, distincție față de care se opunea o minoritate importantă, inclusiv Cluburile Iacobine. Principalele elemente ale monarhiei constituționale erau funcționale pe la jumătatea lui 1790, deși Ludovic a tergiversat acceptarea constituției până în anul următor.

#### Reorganizarea administrativă

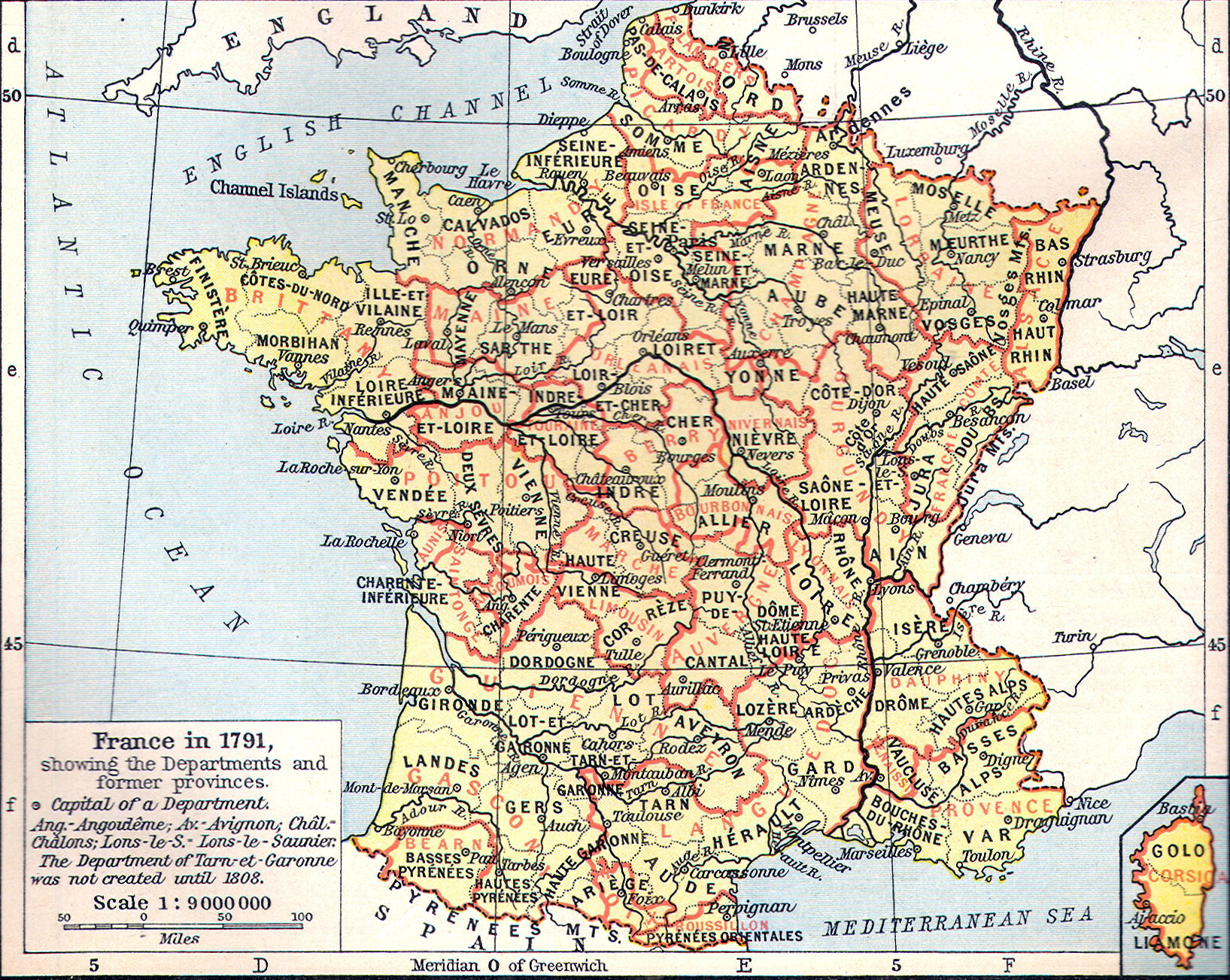
Înființarea departamentelor

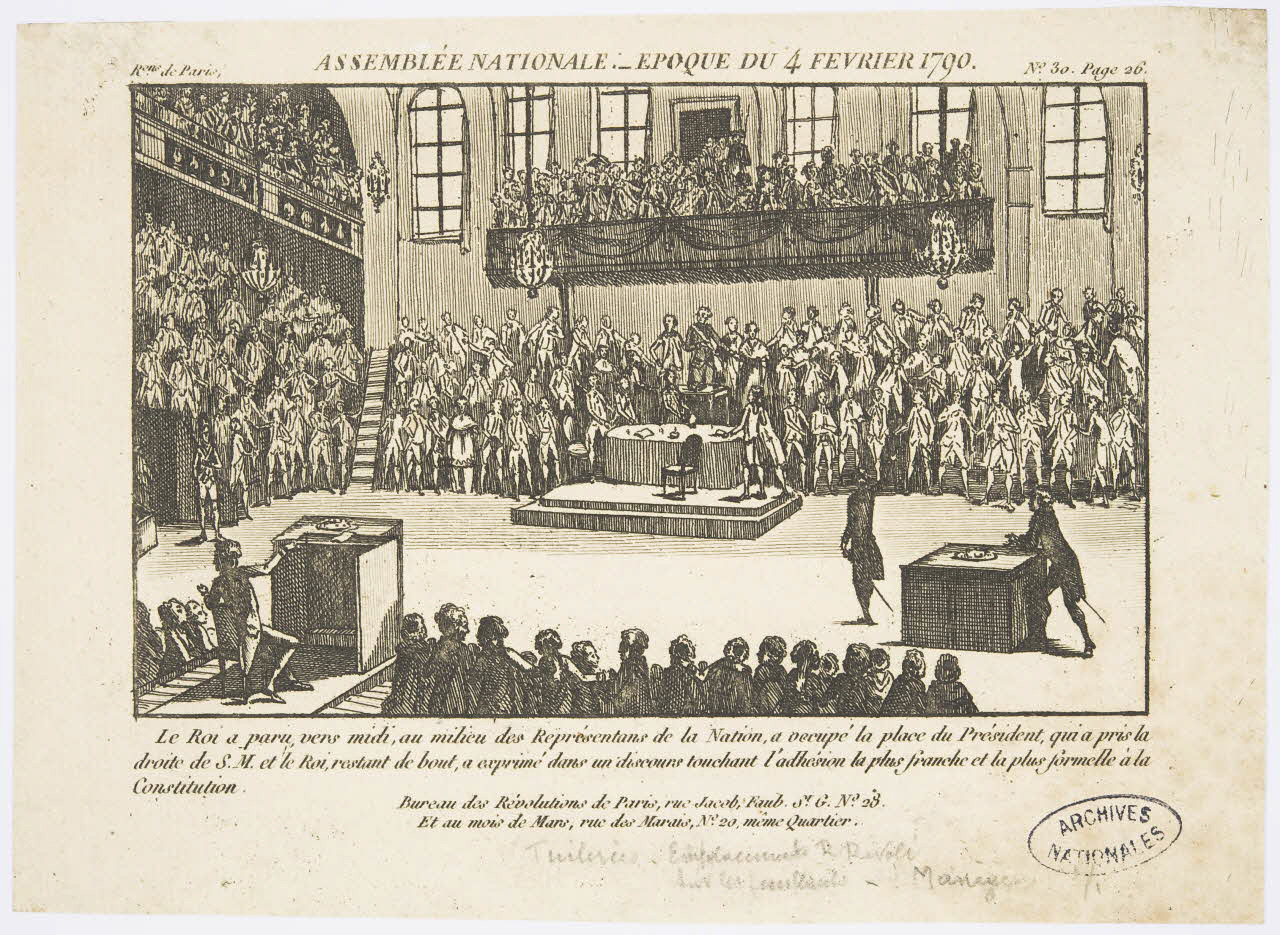
Ludovic al XVI-lea adresându-se Adunării Naționale Constituante la

Adunarea Constituantă, formată în majoritate din burghezi, a întreprins o vastă operă de reformă aplicând ideile filosofilor și economiștilor secolului al XVIII-lea. Anii Revoluției Franceze s-au caracterizat printr-o efervescență de idei și dezbateri în toată Franța. Presa a fost cu totul liberă doar între 1789 și 1792.
Primele lucrări ale Adunării au fost dedicate reformei administrative. Circumscripțiile administrative ale Vechiului Regim erau foarte complicate. Generalitățile⁠(d), guvernele generale⁠(d), parlamentele⁠(d) și diocezele se suprapuneau parțial, dar nu aveau aceleași limite. Deputații s-au atașat imediat reformei municipale, care devenise presantă din cauza dezordinii suscitate în sânul administrației de tulburările din vară. Legea din 14 decembrie a înființat municipalitatea⁠(d). Începând cu ianuarie 1790, fiecare comună a Franței a organizat alegeri pentru administratorii proprii. Au fost primele scrutinuri ale Revoluției.
Prin legea din 22 decembrie 1789, Adunarea a creat departamentele, circumscripții în același timp administrative, judiciare și fiscale. În număr de 83, aceste departamente purtau nume legate de geografia lor fizică — cursuri de apă, munți, mări — și erau subdivizate în districte⁠(d), cantoane și comune. În primăvara lui 1790, Adunarea a însărcinat o comisie care să împartă Franța în departamente și să răspundă litigiilor apărute între orașele candidate la rolul de reședință. Noile administrații alese de cetățenii activi⁠(d), adică circa o șeptime din populația vremii, s-au pus în funcțiune începând cu vara lui 1790 până în 1791.

#### Chestiunea religioasă

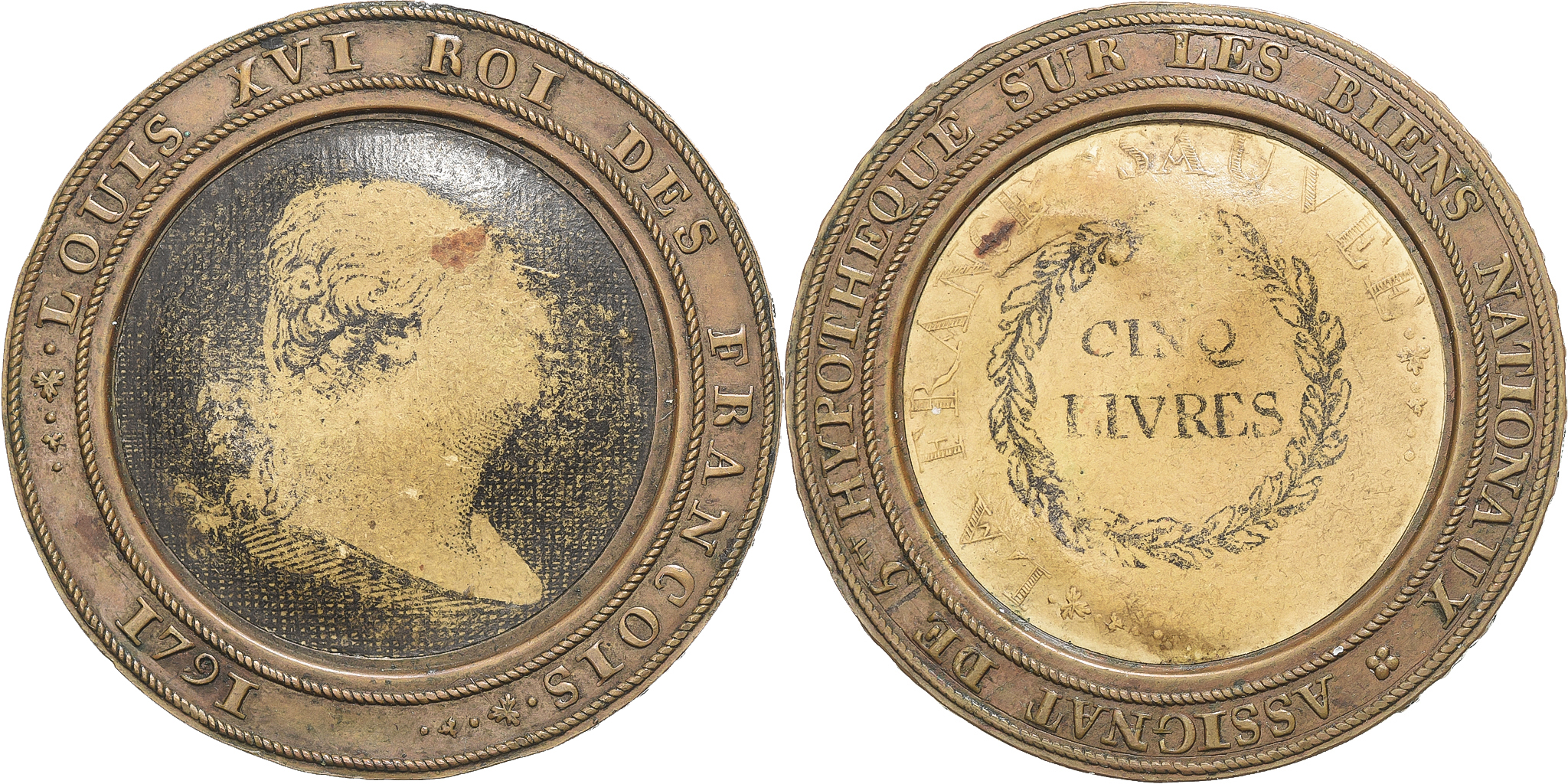
Assignat metalic de 5 livre, 1791, Paris, 19 grame. Gravură pe carton, inserată într-o coroană de metal.

Biserica era cel mai mare deținător individual de pământuri în Franța, controlând aproape 10% din toate moșiile și beneficiind de zeciuială, care era efectiv un impozit de 10% pe venit, colectat de la țărani sub formă de produse agricole. În schimb, biserica furniza un nivel minimal de asistență socială.
La 11 august 1789, zeciuiala a fost desființată, ceea ce a privat clerul de o parte din resursele sale. La 2 noiembrie în același an, la propunerea lui Talleyrand, episcop de Autun⁠(d), bunurile bisericii au fost „puse la dispoziția” Națiunii pentru stingerea datoriei publice. Ele au devenit bunuri naționale⁠(d) care urmau să fie vândute pe părți pentru a echilibra deficitul statului. În același an, a fost Assignatul, care avea să devină o formă de monedă fiduciară. Dată fiind urgența situației financiare, Adunarea Constituantă a făcut din bunurile naționale garanția unei monezi de hârtie ai cărei deținători o puteau schimba pe pământ. Utilizate la început ca bonuri de trezorerie, au primit un curs obligatoriu în aprilie 1790 pentru a deveni o veritabilă monedă. Astfel -sau emis 400 de milioane de assignați în titluri de 1.000 livre: a fost începutul unei intense perioade de inflație.
S-a constituit un comitet ecleziastic⁠(d). La 13 februarie 1790, au fost abolite jurămintele religioase⁠(d) și au fost desființate ordinele religioase⁠(d) cu excepția provizorie a caselor-spital și a celor de învățământ. Statul și-a asumat responsabilitățile sociale minimale ale bisericii (îngrijirea bătrânilor, bolnavilor și orfanilor), precum și plata clerului. Municipalitățile au procedat la inventarierea bunurilor în lunile următoare și au revendicat adesea bibliotecile care au servit la constituirea primelor fonduri de biblioteci municipale. Vânzarea de bunuri naționale a început în octombrie, în mare parte în folosul burgheziei, care dispunea de fonduri importante care le permiteau să cumpere rapid.
| Imagine indisponibilă |  | Imagine indisponibilă |
| Stampe care opun „preotul patriot” depunând cu bună credință jurământul civic „preotului aristocrat” fugind de același jurământ (1790). |  |                       |

Constituția civilă a clerului⁠(d), adoptată la 12 iulie 1790 și ratificată de rege în 24 august 1790, i-a transformat pe membrii clerului în funcționari salariați ai statului. Membrii clerului de mir⁠(d) deveneau aleși de enoriași, și erau obligați să depună un jurământ că vor accepta și apăra noua organizare a clerului. Urmând unei tradiții galicane⁠(d) și janseniste bine ancorată într-o parte a burgheziei parlamentare, în acord cu o parte din moștenirea iluministă⁠(d) favorabilă laicizării societății, deputații nu au cerut papei părerea despre reformarea clerului catolic. Primii clerici au început să depună jurământul fără să aștepte acceptul suveranului pontif.
Prin decretul din 27 noiembrie, jurământul a devenit obligatoriu pentru a beneficia de tratamentele și pensiile plătite membrilor clerului constituțional⁠(d). Preoții trebuia să aleagă: pot accepta o reformă operată fără aprobarea ierarhiei bisericești? Toți episcopii, mai puțin patru (care au fost obligați), au refuzat să depună jurământ; ei au intrat într-o rezistență pasivă și, în ciuda desființării a 45 de dioceze, au continuat să se comporte ca și cum noile legi nu ar fi existat. Reprezentanții ecleziastici din Adunarea Constituantă au fost obligați să depună jurământul până la data de 4 ianuarie 1791; 99 din cei 250 de deputați ai clerului au depus jurământul. În martie 1791 însă, papa Pius al VI-lea a condamnat reformele privind Biserica Franței, ceea ce i-a făcut pe unii din cei care au jurat să-și denunțe jurământul. În ciuda dificultății de a întocmi cifre de asamblu, se poate estima proporția de clerici care nu depus jurământul la circa à 52%.
Constituția civilă a clerului⁠(d) a divizat populația în două tabere opuse. Pentru Michelet, Mignet⁠(d) sau Aulard⁠(d), ea a fost marea greșeală a Revoluției Franceze. Semințele dramei din 1792-1793 încolțeau. Începând cu 1790, tulburări între protestanți și catolici au izbucnit la Nîmes. Chestiunea jurământului a degenerat în confruntări violente în Vest, unde orașele îi susțineau pe preoții „jurați”, iar satele pe cei așa-zis „refractari”. Jurații reprezentau circa 24%, dar majoritatea au refuzat să jure. În special în zonele tradițional catolice, ca Normandia, Bretania și Vendée, unde doar câțiva preoți au depus jurământul, populația civilă s-a întors împotriva revoluției în ansamblu. A urmat persecutarea de către stat a „refractarilor”, dintre care mulți au fost exilați sau executați.

### Disensiunile politice
Perioada între octombrie 1789 și primăvara lui 1791 a fost una relativ liniștită, în care s-au înfăptuit cele mai importante reforme legislative; însă conflictul pe tema sursei de autoritate legitimă era mai evident în provincie, unde ofițerii Vechiului Regim fuseseră dați la o parte dar nu și înlocuiți cu noi structuri. În Paris nu era cazul, întrucât Garda Națională făcea să fie cel mai bine păzit oraș din Europa, dar dezordinea din provincie îi afecta inevitabil și pe membrii Adunării.

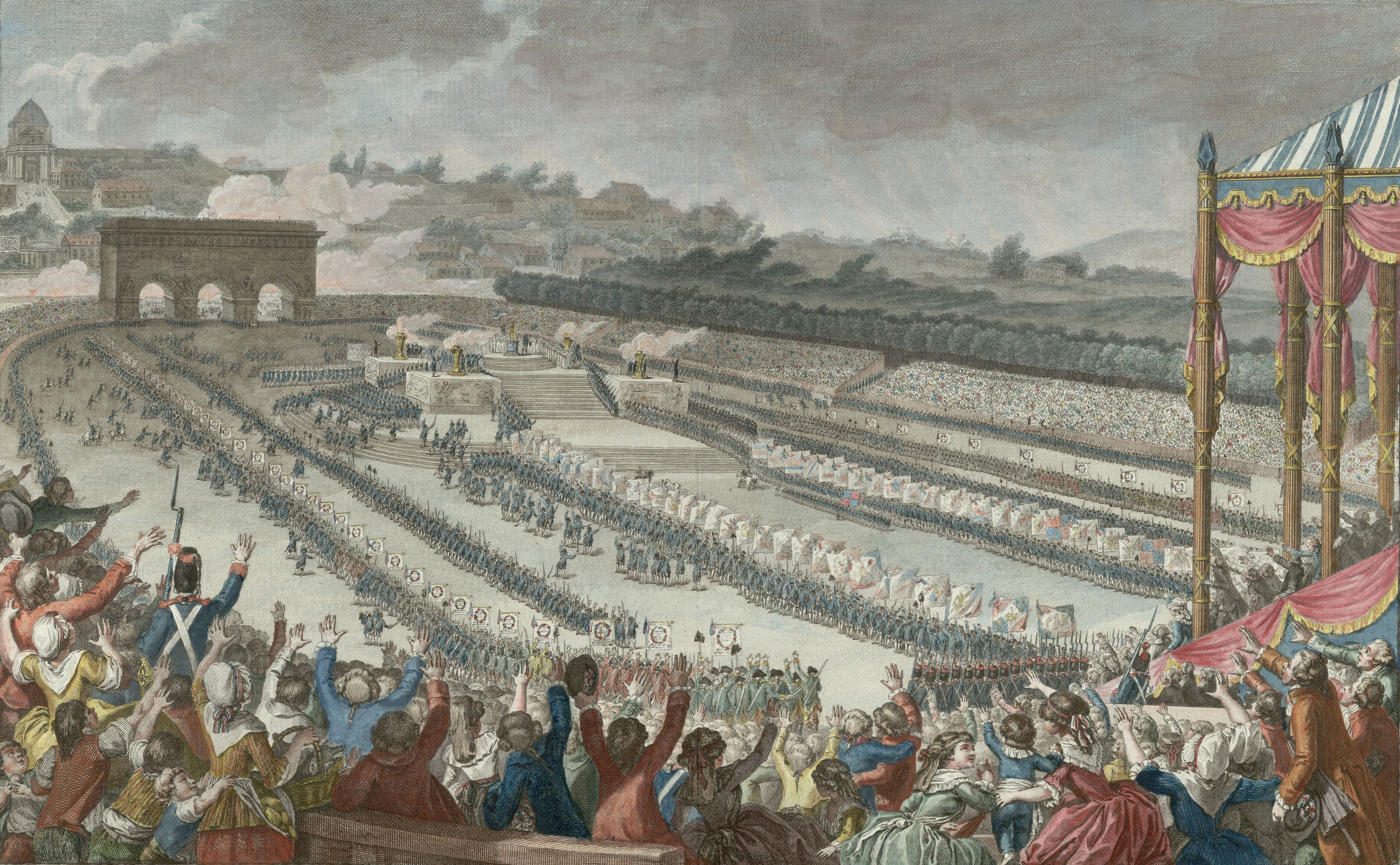
din, când s-a sărbătorit monarhia constituțională.

Centriștii în frunte cu Sieyès, Lafayette, Mirabeau și Bailly au asigurat o majoritate creând consens cu monarhiștii⁠(d) ca Mounier, și cu independenții dintre care Adrien Duport⁠(d), Barnave⁠(d) și Alexandre Lameth⁠(d). La o extremă a spectrului politic, reacționarii ca Maury⁠(d) și Cazalès⁠(d) denunțau Revoluția în toate formele ei, iar la cealaltă extremă, Maximilien Robespierre și Jean-Paul Marat se opuneau criteriilor care limitau drepturile politice la „cetățenii activi”, ceea ce le aduce sprijin substanțial în rândul proletariatului parizian, dintre care mulți fuseseră privați de drepturi prin acea măsură.
Pe 14 iulie 1790, în toată Franța s-au organizat manifestații de comemorare a Căderii Bastiliei, în care participanții au depus jurământ de credință „națiunii, legii, și regelui”. La Fête de la Fédération⁠(d) din Paris a participat familia regală, iar Talleyrand a ținut o liturghie⁠(d). În ciuda acestui spectacol al unității naționale, Adunarea era din ce în ce mai divizată, iar jucătorii externi ca Comuna din Paris și Garda Națională concurau pentru putere. Una din cele mai importante organizații era Clubul Iacobin, care începuse ca un forum de dezbatere generală, dar în august 1790 ajunsese la peste 150 de membri, împărțiți în diverse facțiuni.
Adunarea a continuat să dezvolte noi instituții; în septembrie 1790, parlamentele regionale au fost abolite, iar funcțiunea lor legală a fost înlocuită de o ramură judecătorească nouă și independentă, cu procese cu jurați⁠(d) în cazurile penale. Deputații moderați nu înclinau însă în favoarea cererilor populare de vot universal suffrage, sindicalizare și ieftinirea pâinii, și în iarna dintre 1790 și 1791, au adoptat o serie de măsuri ce aveau scopul să dezarmeze radicalismul popular: excluderea cetățenilor mai săraci din Garda Națională, limitarea utilizării petițiilor și afișelor, și în iunie 1791 Legea Le Chapelier⁠(d) care a desființat breslele și orice altă formă de organizare muncitorească.
Forța tradițională pentru menținerea legii și ordinei era armata, care era din ce în ce mai divizată între ofițerii predominant aristocrați și soldații de rând. În august 1790, generalul loialist Bouillé⁠(d) a suprimat o gravă răzvrătire la Nancy; deși a fost felicitat de Adunare, a fost criticat de radicalii iacobini pentru brutalitatea acțiunii. Creșterea dezordinii a făcut mulți ofițeri profesioniști să renunțe la armată sau să emigreze, destabilizând și mai mult instituția.

### Fuga la Varennes și urmările
Mutat la Paris în urma tulburărilor din octombrie 1789, Ludovic al XVI-lea era ținut la Palatul Tuileries practic sub arest la domiciliu, ceea ce a devenit evident atunci când nu a fost lăsat să plece pentru sărbătorile pascale la castelul Saint-Cloud. Fratele și soția lui l-au îndemnat să-și reafirme independența refugiindu-se cu Bouillé, care era cantonat la Montmédy cu 10.000 de soldați considerați loiali Coroanei. Familia regală a părăsit palatul deghizată, în noaptea de 20 iunie 1791; a doua zi după-amiază, Ludovic a fost recunoscut când trecea prin Varennes, arestat și readus la Paris. Tentativa de fugă a avut un impact profund asupra opiniei publice; a devenit clar că Ludovic conspira cu puterile străine și a încercat să se refugieze în Austria, iar Adunarea a cerut acum jurământ de credință față de regim și a început să se pregătească de război. În societate, paranoia și frica de „spioni și trădători” s-a generalizat.

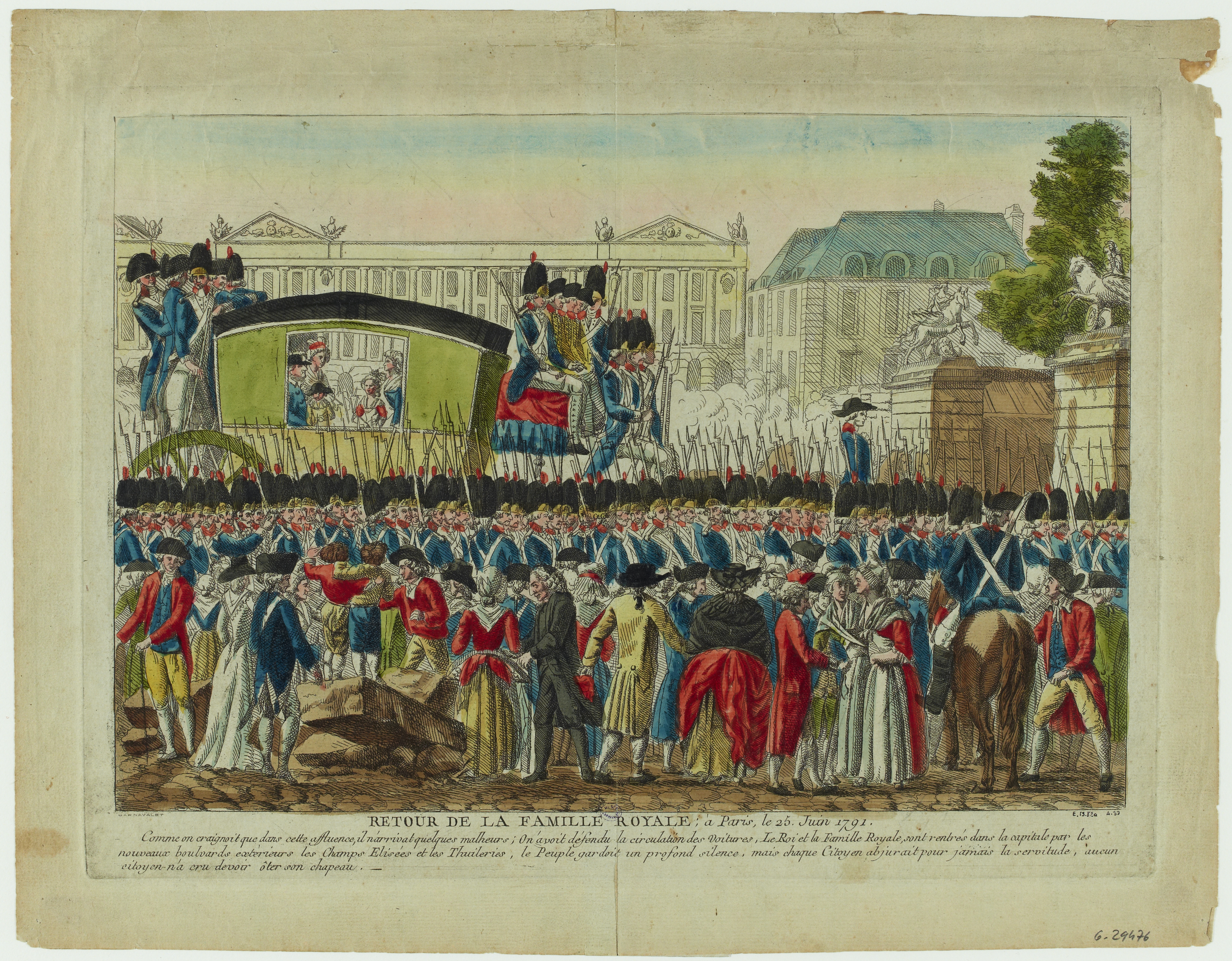
După, familia regală este escortată înapoi la Paris

Cele mai revoluționare părți ale societății cereau acum înlocuirea monarhiei cu o republică, dar, după ce a acceptat să jure credință constituției, Ludovic și-a păstrat poziția, privit însă cu multă suspiciune. Un nou decret arăta că retractarea jurământului, incitarea sau participarea la un război împotriva națiunii, sau permiterea oricui altcuiva să facă acestea în numele său se vor considera o abdicare. Radicalii conduși de Jacques Pierre Brissot⁠(d) au pregătit însă o petiție care cerea detronarea imediată, și pe 17 iulie, zeci de mii de oameni s-au adunat la Champ de Mars⁠(d) să o semneze. În frunte cu Lafayette, Garda Națională a primit ordin să „mențină ordinea publică”. Asupra soldaților s-a aruncat cu pietre, iar ei au răspuns cu focuri de armă⁠(d), omorând între 13 și 50 de oameni.
Masacrul a dăunat grav reputației lui Lafayette; autoritățile au răspuns închizând cluburile și ziarele radicale, iar unii dintre liderii acestora, inclusiv Marat, au plecat în exil. Pe 27 august, sfântul împărat roman Leopold al II-lea, și regele Prusiei, Frederick Wilhelm al II-lea au emis declarația de la Pillnitz⁠(d) prin care își afirmau sprijinul pentru Ludovic și făceau aluzie la o posibilă invazie a Franței în favoarea lui. Întâlnirea dintre Leopold și Frederick avea ca subiect principal divizarea Poloniei, dar a fost emisă și această declarație pentru a-i mulțumi pe contele d'Artois și pe alți nobili francezi exilați. Declarația a avut un efect contrar, raliind populația în sprijinul regimului.
După acceptarea constituției, Adunarea Constituantă a fost dizolvată, și trebuiau organizate alegeri pentru viitorul parlament. Pe baza unei moțiuni propuse de Robespierre, deputaților Adunării Constituante le-a fost interzis să candideze la alegerile din septembrie⁠(d) pentru Adunarea Legislativă. Robespierre însuși avea interdicție să candideze, dar se bucura de multă susținere în cluburi, având o bază de putere politică de care nu se bucurau Lafayette și Bailly, care au demisionat din funcțiile de căpitan al Gărzii Naționale și, respectiv, lider al Comunei din Paris. Noile legi au fost asamblate în Constituția din 1791⁠(d), iar Ludovic a jurat că o va apăra „de dușmanii din țară și de peste hotare”. Pe 30 septembrie 1791, Adunarea Constituantă s-a dizolvat, iar a doua zi s-a întrunit Adunarea Legislativă.

### Adunarea Legislativă
Începând cu 1 octombrie 1791, puterea legislativă stă în mâinile unei adunări unicamerale formate din 745 de deputați aleși prin vot cenzitar masculin cu două grade. Legea electorală adoptată de Adunarea Constituantă la 4 decembrie 1789 împărțea cetățenii în două categorii: „cetățenii activi⁠(d)” care, plătind impozite, au drept de vot, și „cetățenii pasivi” care, pentru că nu plătesc suficient, nu votează. Astfel, dintr-o populație estimată la 24 de milioane de locuitori, Franța număra circa 4,3 milioane de „cetățeni activi” și 3 milioane de „cetățeni pasivi”. Deputații aleși au fost oameni noi, după ce Adunarea Constituantă hotărâse ca membrii ei să nu poată candida pentru noul legislativ. Acești noi aleși, înstăriți și destul de tineri, aveau în sarcină aplicarea noii Constituții⁠(d). Dreapta era acum reprezentată de 250 de membri ai clubului feuillants⁠(d), partizani sinceri ai monarhiei constituționale, al căror obiectiv era încheierea Revoluției; centrul⁠(d) sau independenții, care se numesc și „partida constituțională”, cu 345 de deputați neînscriși în vreun club, reprezentau gruparea cea mai importantă. Stânga era reprezentată de 136 de membri înscriși în Clubul Iacobinilor, în principal viitorii girondini, iar extrema stângă, puțin numeroasă, era reprezentată de revoluționarii cei mai radicali. Feuillanții se rupseseră definitiv de iacobini la 25 septembrie 1791, după ce liderii lor, Barnave, frații Lameth, Adrien Duport și Goupil de Prefeln, revocaseră cu o zi înainte drepturile negrilor liberi din colonii, acordate în 15 mai 1791 unei părți a acestora. Sclavia era încă păstrată în ciuda sloganului „să piară coliniile” al lui Maximilien Robespierre, pronunțat pe 13 mai, și planului detaliat de abolire propus la 11 mai de „un obscur deputat de Vermondois”, Viefville des Essarts⁠(d).

#### Agitația socială și religioasă
Prețul pâinii a rămas crescut, iar tulburările agitau sporadic orașele și zonele rurale.
Noii episcopi, aleși încă din ianuarie de către cetățenii activi⁠(d), au fost întronizați începând cu luna februarie și s-au instalat în eparhiile lor. Ei trebuia să recruteze preoți și au hirotonit seminariști⁠(d) care nu aveau decât o formare rudimentară. Noii preoți s-au instalat începând din februarie la Paris; în provincie, alegerile au venit mai târziu și au fost marcate de absenteism masiv. Ele s-au desfășurat până în februarie 1792 Mai ales, conform decretelor apărute între 1790 și 1792, circumscripțiile parohiale au fost reorganizate, si multe dintre ele au fost desființate, ceea ce a declanșat un val de proteste. Când se luau decizii de închidere a vreunei biserici, se lăsa cu răscoală, cum a fost la La Fosse-de-Tigné (Maine-et-Loire) unde preotul constituțional care trebuia să efectueze închiderea a fost primit de femei care l-au amenințat cu moartea și au aruncat cu pietre în el.

#### Declarația de război
Emigrații⁠(d), regrupați la Koblenz în jurul contelui d'Artois, au cerut imediat suveranilor străini să intervină în afacerile interne franceze.

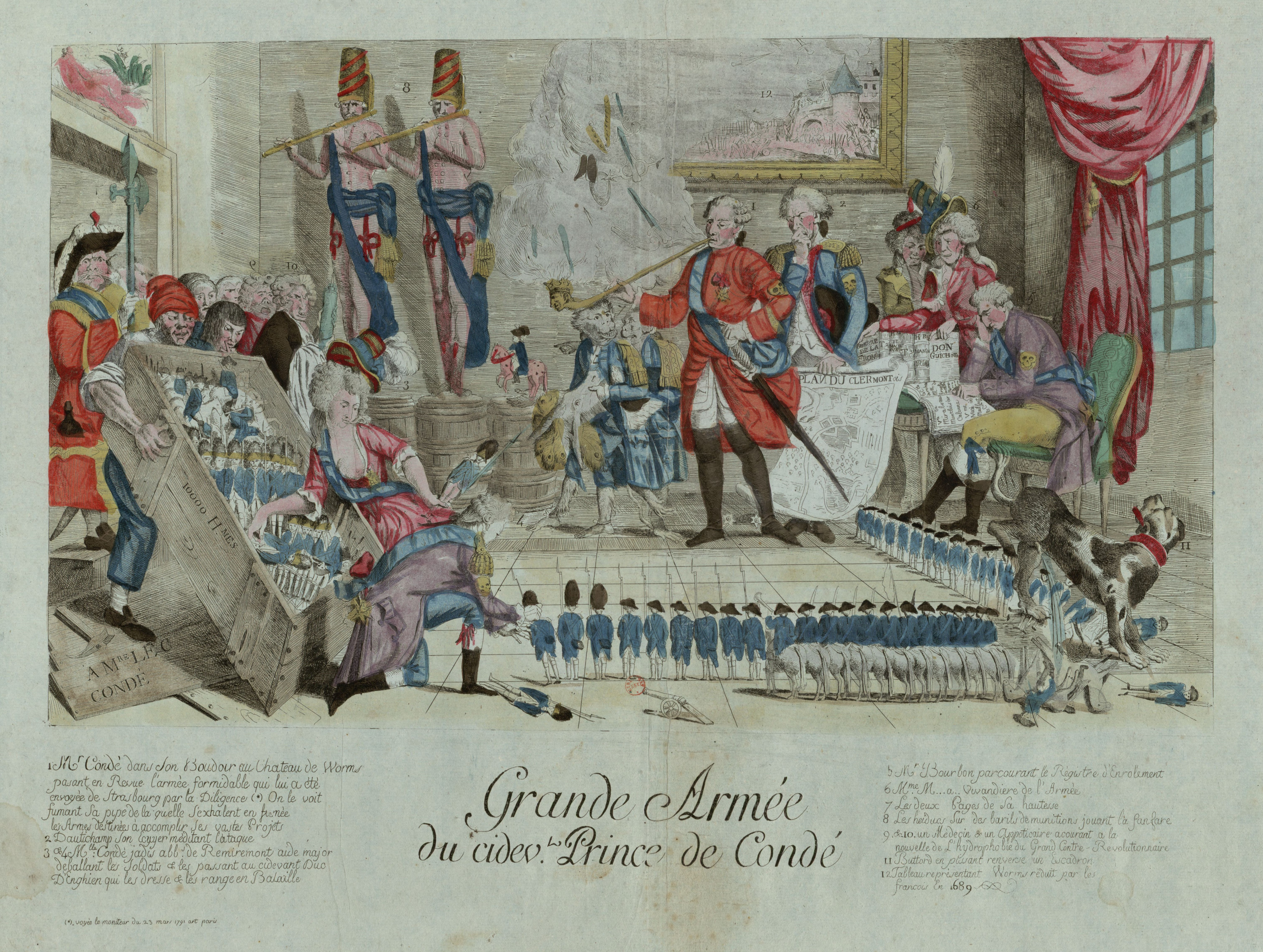
Stamă ce-l caricaturizează pe „fostul prinț de Condé” și nobilii emigrați la Koblenz, jucându-se cu soldăței ce reprezintă „grande armée” (Paris, BnF, 1791).

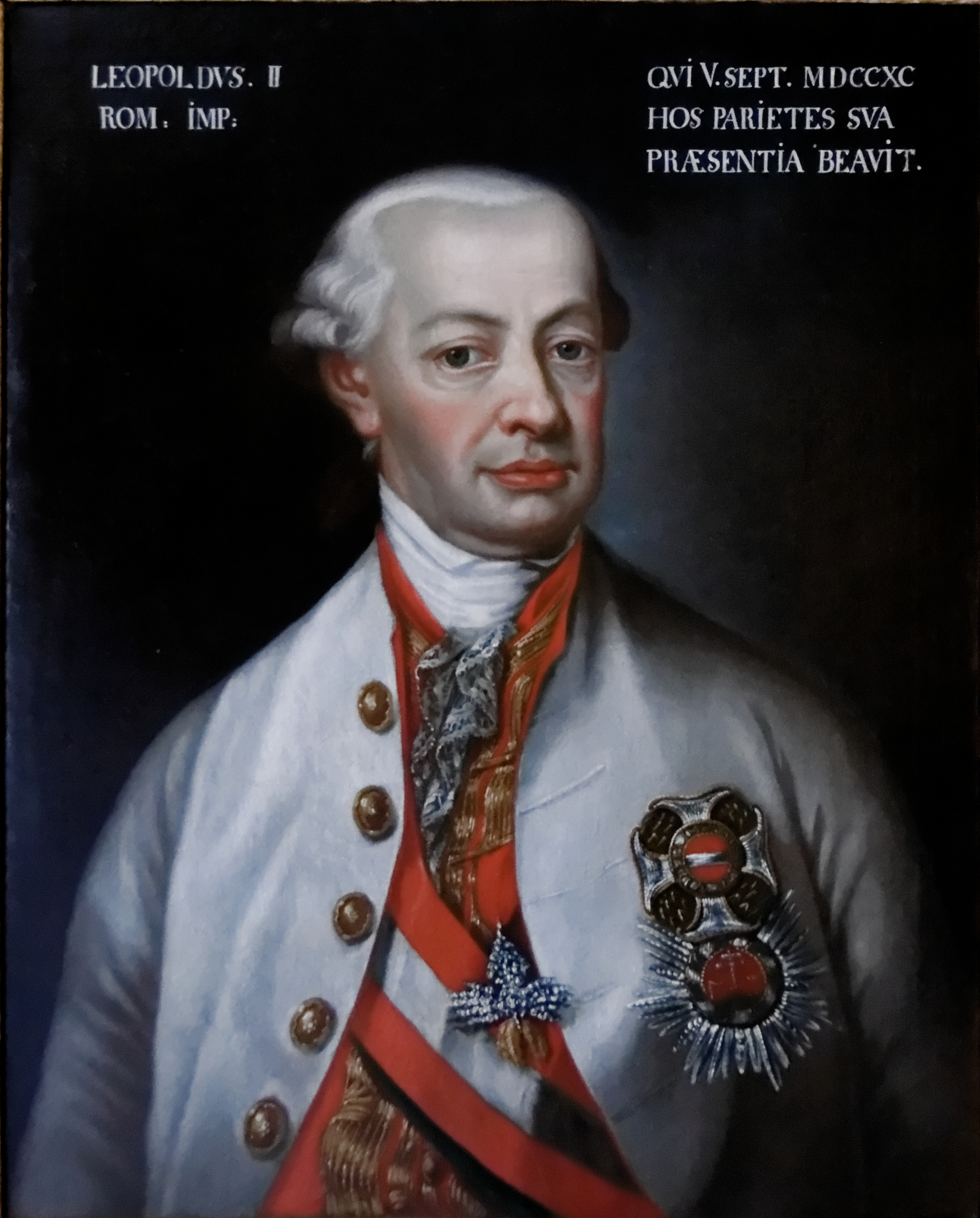
Leopold al I-lea, împăratul Sfântului Imperiu

La 31 octombrie 1791, Adunarea Națională Legislativă a votat un decret prin care cerea ca exilații să se întoarcă în Franța în termen de două luni, sub sancțiunea confiscării proprietăților; în 29 noiembrie, au fost votate alte două decrete: primul privind electorul de Trier⁠(d) căruia i se cerea să desființeze armata exilaților, și un al doilea care impunea jurământ civic preoților refractari, sub sancțiunea privării de pensie sau chiar a deportării în caz de amenințare la adresa ordinii publice.
Împotriva opiniei dreptei moderate, regele a respins ambele decrete care ar fi lovit în exilați și în preoții refractari, dar a acceptat să-l someze pe electorul de Trier, vasal al împăratului Sfântului Imperiu, ceea ce constituia un adevărat casus belli.
Votul și decretul au fost urmate de anexarea, la 13 septembrie 1791, a Avignonului și comitatului Venaissin⁠(d),, până atunci posesiuni papale, enclave în interiorul Franței, și apoi de afacerea prinților germani care dețineau fiefuri în Alsacia, care se simțeau spoliați de abolirea privilegiilor feudale, și care sunau alarma la toate curțile regale ale Europei. Dar suveranul Austriei, Leopold al II-lea, care, de la începutul Revoluției a făcut doar o singură declarație comună⁠(d), foarte prudentă, alături de regele Prusiei,, a înlăturat, la 21 decembrie 1791, principalul pretext care putea conduce la o declarație de război. În toamna lui 1791, Franța nu era amenințată de nicio putere străină
Cu toate acestea, pe plan intern, mai multe grupări își doreau războiul: în primul rând regele, care spera în secret ca Franța să fie învinsă, și el să-și recapete puterile; Lafayette, dornic de glorie militară; o parte din iacobini, în frunte cu Brissot⁠(d) și Vergniaud, care considerau că războiul ar fi un mijloc de canalizare a agitației populare, de a consolida Revoluția, de a propaga ideile revoluționare în Europa, sau chiar un mijloc de deschidere a unor oportunități economice.

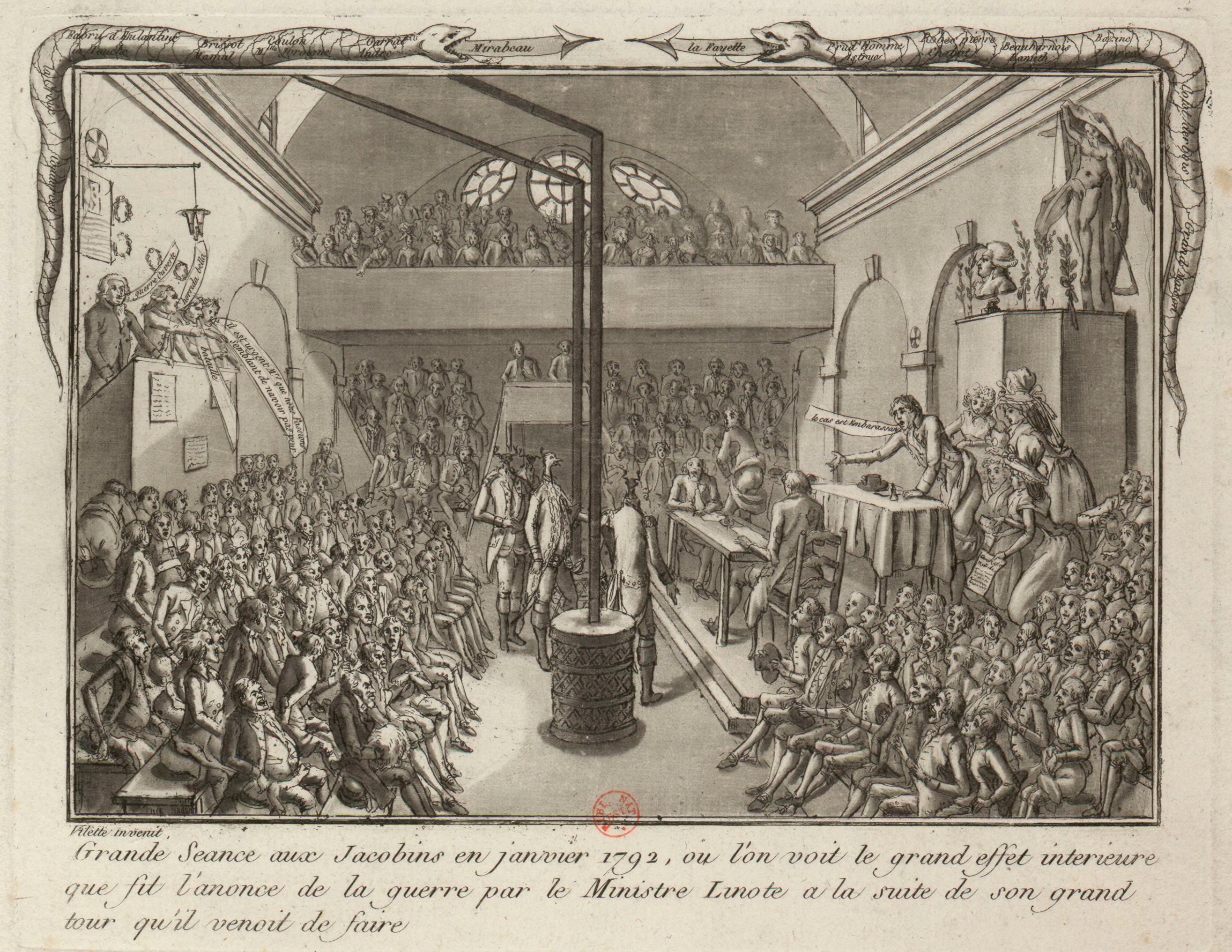
Stampă satirică monarhistă reprezentând dezbaterile pe tema războiului în Clubul Iacobinilor, în ianuarie 1792 (Paris, BnF, 1792).

În acest moment, s-a schițat confruntarea între girondini și montagnarzi. Începând din decembrie 1791, Robespierre, Billaud-Varenne⁠(d), Camille Desmoulins⁠(d), Georges Danton, François Nicolas Anthoine⁠(d), Philibert Simond⁠(d), François Amédée Doppet⁠(d), Antoine Joseph Santerre⁠(d), Étienne-Jean Panis⁠(d), susținuți de ziare, Le Père Duchesne⁠(d) al lui Hébert, Les Révolutions de Paris al lui Louis Prudhomme și Sylvain Maréchal, L'Ami du peuple al lui Marat, L'Orateur du peuple al lui Fréron, La semaine politique et littéraire a lui Dusaulchoix și, mai moderat, Le Journal universel al luide Pierre-Jean Audouin, au făcut campanie împotriva războiului pe care îl considerau contrar spiritului pacifist al Revoluției, înscris în constituția din 1791. În aceeași măsură, ei estimau că inamicii interni ai Revoluției sunt mai periculoși decât exilații și că trebuie combătuți cu prioritate.
Dar în Adunarea Legislativă, mai ales după moartea lui Leopold al II-lea, pe 2 martie 1792, s-a impus soluția războiului. Ludovic al XVI-lea și-a demis miniștrii feuillanți, ostili războiului, și a numit miniștri girondini care îi erau favorabili.
La 20 aprilie 1792, la propunerea sa și după un vot cu  o majoritate covârșitoare în Adunarea Legislativă, s-a declarat război „regelui Bohemiei și Ungariei”, adică doar Austriei, nu întregului Sfânt Imperiu Roman.

#### Vetourile regale

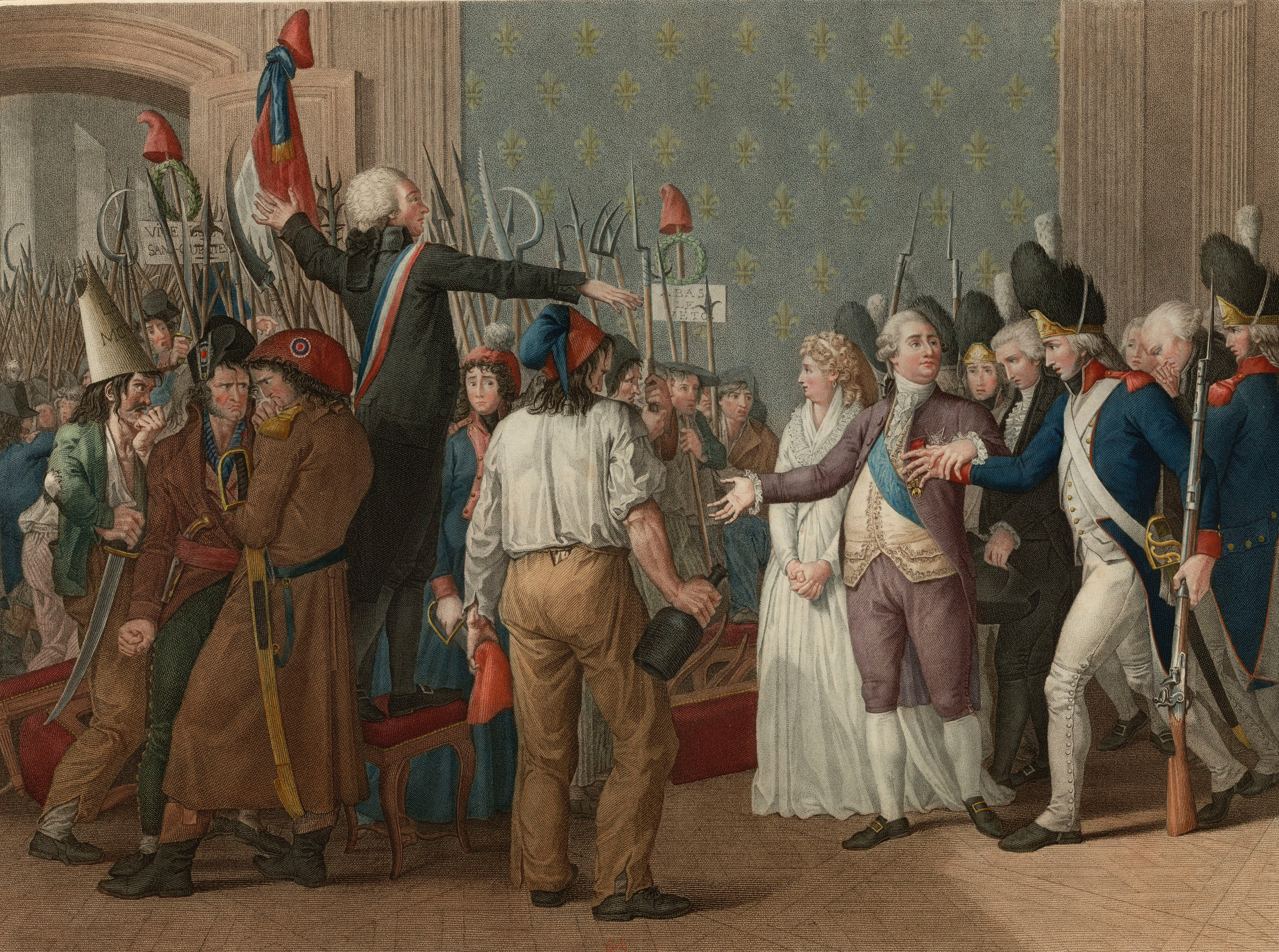
Confrontarea între insurgenți și Ludovic al XVI-lea la Tuileries după.

Începutul războiului a fost, după cum spera regele, catastrofal: armata franceză, total dezorganizată în urma emigrării unei părți a ofițerilor nobili, a suferit primele înfrângeri care au lăsat frontierele nordică și nord-estică nepăzite.
Aceste evenimente au dezvoltat în rândul patrioților sentimentul că au fost trădați de Curte, de aristocrați și de preoții refractari. Sub presiunea girondinilor, Adunarea a votat trei decrete cu scop de apărare, care organizau deportarea preoților refractari (27 mai), concedierea gărzii regelui⁠(d) (29 mai) și constituirea unei tabere a gărzilor naționale⁠(d) („federații”) care să apere Parisul (8 iunie).
La 12 iunie, Ludovic al XVI-lea i-a concediat pe miniștrii girondini și, pe 12, a dat veto la decretele privind preoții refractari și privind federații. Situația i-a adus regelui porecla de Monsieur Veto și a provocat pe 20 iunie 1792⁠(d) o nouă zi revoluționară în care poporul a invadat Palatul Tuileries. Deși a trebuit să accepte umilința de a purta tichia frigiană roșie în fața sanculoților⁠(d), regele a refuzat să revină asupra deciziei. Intrarea Prusiei în război de partea Austriei (6 iulie) a obligat Adunarea Legislativă să treaca peste vetoul regal și să declare „patria în pericol⁠(d)” pe (11 iulie 1792 și să ceară tuturor voluntarilor să vină spre Paris. Singurul decret aprobat de Ludovic al XVI-lea în 1792 a fost cel din 4 aprilie prin care se înlăturau în colonii discriminările între albii și negrii liberi. Deputații brissotini făcuseră campanie în Adunarea Legislativă între octombrie 1791 și martie 1792 și pentru a înlătura toate discriminările impuse prin decretul din 15 mai, dar au lăsat la o parte chestiunea eliberării sclavilor, pe care o cereau doar câțiva deputați, ca Mathieu Blanc-Gilli, Merlin de Thionville, Jacques Brival, Condorcet.

### Căderea monarhiei

Asaltul Palatului Tuileries din, ulei pe pânză de, muzeul Château de Versailles.

Inspirat de Axel de Fersen⁠(d), manifestul lui Braunschweig, redactat la Koblenz în 25 iulie 1792, a devenit cunoscut în Paris pe 1 august; acest text îi amenința pe parizieni cu „o execuție militară și o supunere totală” dacăune exécution militaire et une subversion totale” în cazul oricărui act de violență împotriva familiei regale, ceea ce a convins pe toți patrioții despre trădarea regelui. Documentul, redactat cu o nepricepere rară, în loc să-i intimideze pe sanculoți⁠(d), a avut efectul contrar: i-a inflamat pe revoluționari și le-a dat pretextul de care aveau nevoie pentru a redeclanșa Revoluția și a doborî monarhia. Ludovic al XVI-lea era la curent că urma să fie publicat, dar nu i-a anticipat efectele și nu a insistat pentru a-i limita tonul și anvergura.

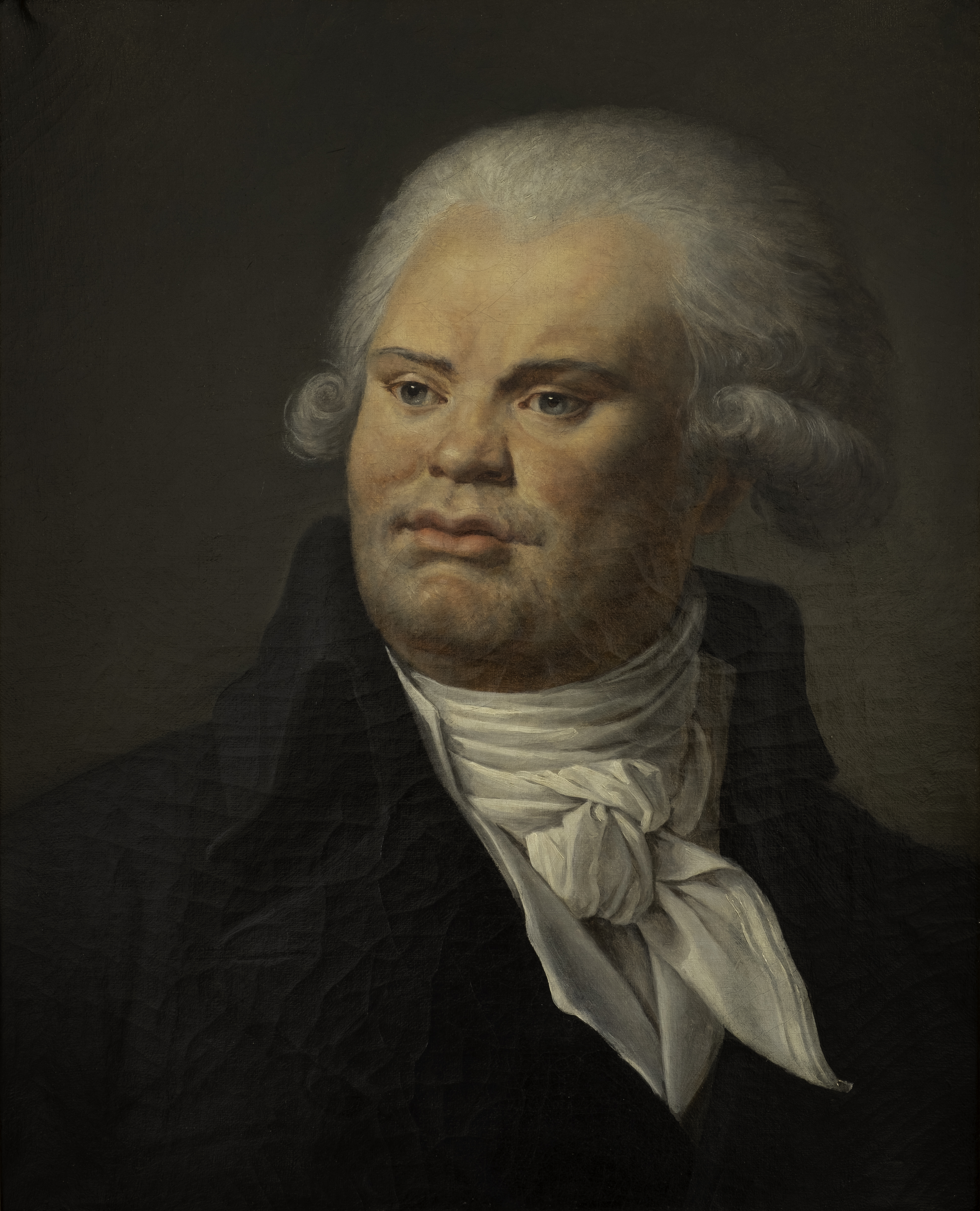
Danton

Acțiunea revoluționară a pornit din sânul Comunei din Paris, și a fost îndreptată atât împotriva regelui, cât și a Adunării. A fost pregătită minuțios și cu răbdare: astfel, în noaptea de 9 spre 10 august, s-a format la Hôtel de Ville⁠(d) Comuna insurecțională⁠(d), care a luat locul autorităților locale legal constituite. La primele ore ale dimineții, insurgenții, formați din gărzile naționale⁠(d), revoluționari din periferiile orașului, și federați, au venit în fața Palatului Tuileries, apărat de nobili voluntari, de Garda Elvețiană și de o mână de gărzi naționale. Au fost ținuți pe loc o vreme, dar, în ciuda pierderilor grele, insurgenții au luat cu asalt palatul, pe care l-au invadat și devastat și unde au ucis o parte din Gărzile Elvețiene. Regele însă, însoțit de familia regală, s-a refugiat în sala Adunării Legislative, unde a fost primit cu respect; Adunarea s-a văzut însă constrânsă să voteze suspendarea regelui, și în același timp să se autodizolve, decretând noi alegeri pentru o Convenție Națională care să poată decide dacă îl detronează pe rege și dacă întocmește o nouă constituție.
Spre seară, Adunarea a desemnat și un consiliu executiv provizoriu⁠(d) format din șase miniștri; Adunarea Legislativă nu mai lua însă decizii, care veneau de la noua Comună din Paris⁠(d).

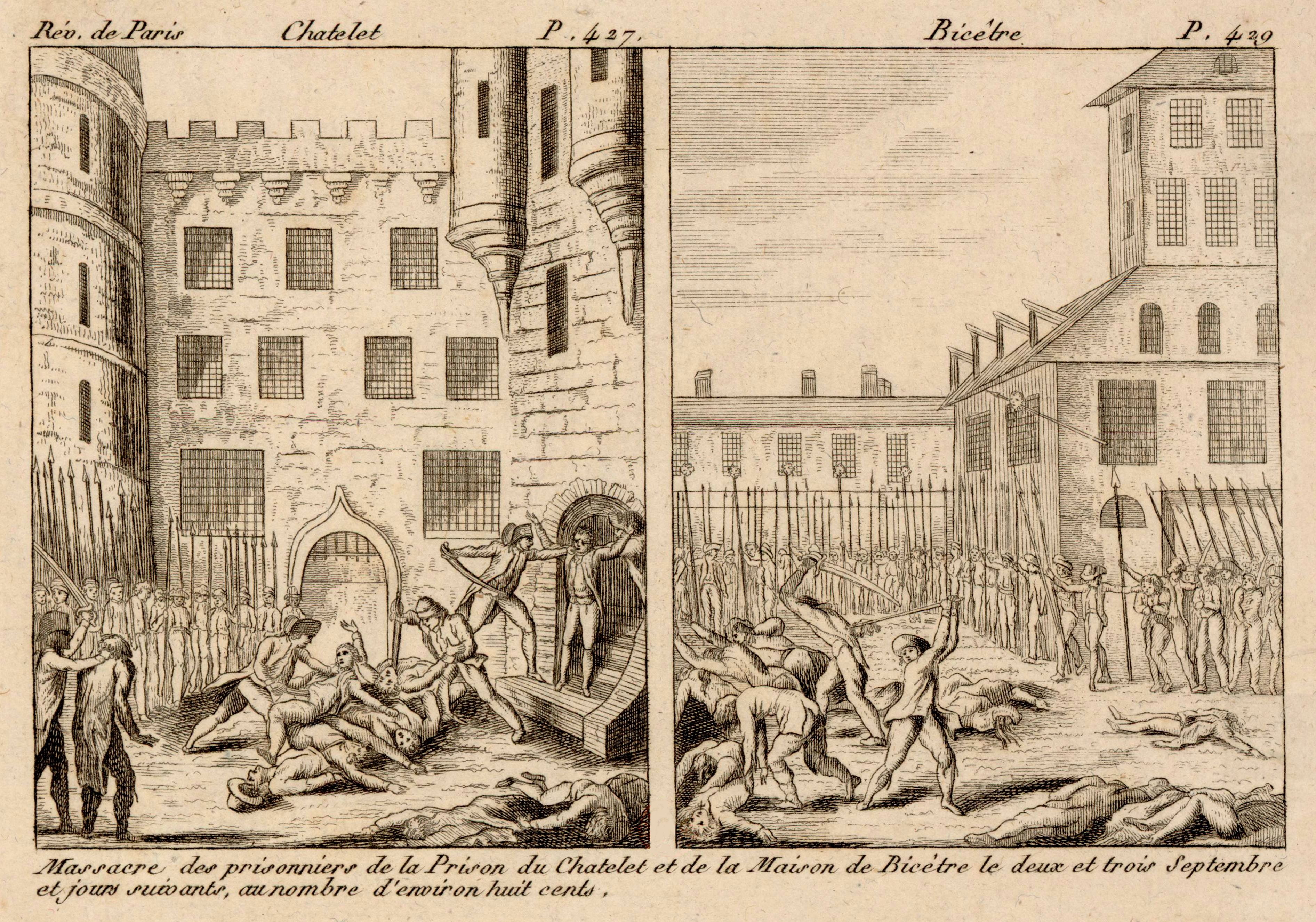
Masacrele din septembrie la și la. anonimă, Paris, BnF,, 1792.

Intrarea Prusiei în război de partea Austriei a fost hotărâtă de regele Frederick-Wilhelm al II-lea împotriva sfatului unchiului său, prințul Henric, care discutase personal propunerile de reformă cu Necker în iarna dintre 1788 și 1789 la Paris, și care simpatiza cu revoluția constituțională, ca și Philippe Égalité. Implicare Prusiei a precipitat reluarea operațiunilor militare și, la 19 august, după ce au făcut joncțiunea, trupele inamice au pătruns în Franța și au cucerit cetate după cetate.
Pericolul era extrem și, în acest context, Danton a declarat pe 2 septembrie 1792: „Curaj, iarăși curaj, mereu curaj, și Patria va fi salvată.” Considerând că vinovați pentru situație sunt doar dușmanii din interior, un grup de 200–300 de persoane a pătruns la 2 septembrie 1792 în cele nouă închisori din Paris și a masacrat jumătate din cei încarcerați: toți preoții refractari⁠(d), cei suspecți de activități contrarevoluționare⁠(d), falsificatorii de assignați, deținuți de drept comun, dar și 60 de copii.
Uciderile, rămase în istorie ca „masacrele din septembrie”, au ținut până pe 6 septembrie la Paris fără ca vreo autoritate administrativă să intervină, iar deputații nu le-au condamnat decât abia pe 29 octombrie.

## Prima Republică (1792-1795)

### Constituirea Convenției Naționale și proclamarea republicii
Alegerile⁠(d) pentru Convenție au început cu niște alegeri primare, care au început la 2 septembrie și care au stabilit un colegiu electoral, care la rândul lui alegea deputații. Dreptul la vot a fost extins, coborându-se limita de vârstă de la 25 la 21 de ani, și fiind incluși și o parte a cetățenilor „pasivi”: condiția nu mai era de plată a unui impozit, ci doar de a avea un domiciliu stabil și de a trăi din propria muncă. Prezența la vot a fost mică, doar 700.000 de alegători din cele 7 milioane, număr apropiat de cel din vremea votului cenzitar din monarhie. Confruntarea electorală a opus două tabere antagoniste. Prima erau girondinii care erau ostili cluburilor, secțiunilor revoluționare pariziene⁠(d) și Comunei din Paris⁠(d) și și-au găsit sprijin în provincie și în rândul burgheziei bogate formată din negustori și industriași Ei erau foarte atașați libertăților individuale și economice dobândite în 1789 și detestau măsurile excepționale. Ei îi aveau în frunte pe Brissot⁠(d), Vergniaud⁠(d), Pétion⁠(d), Roland⁠(d) și mai târziu Buzot⁠(d).

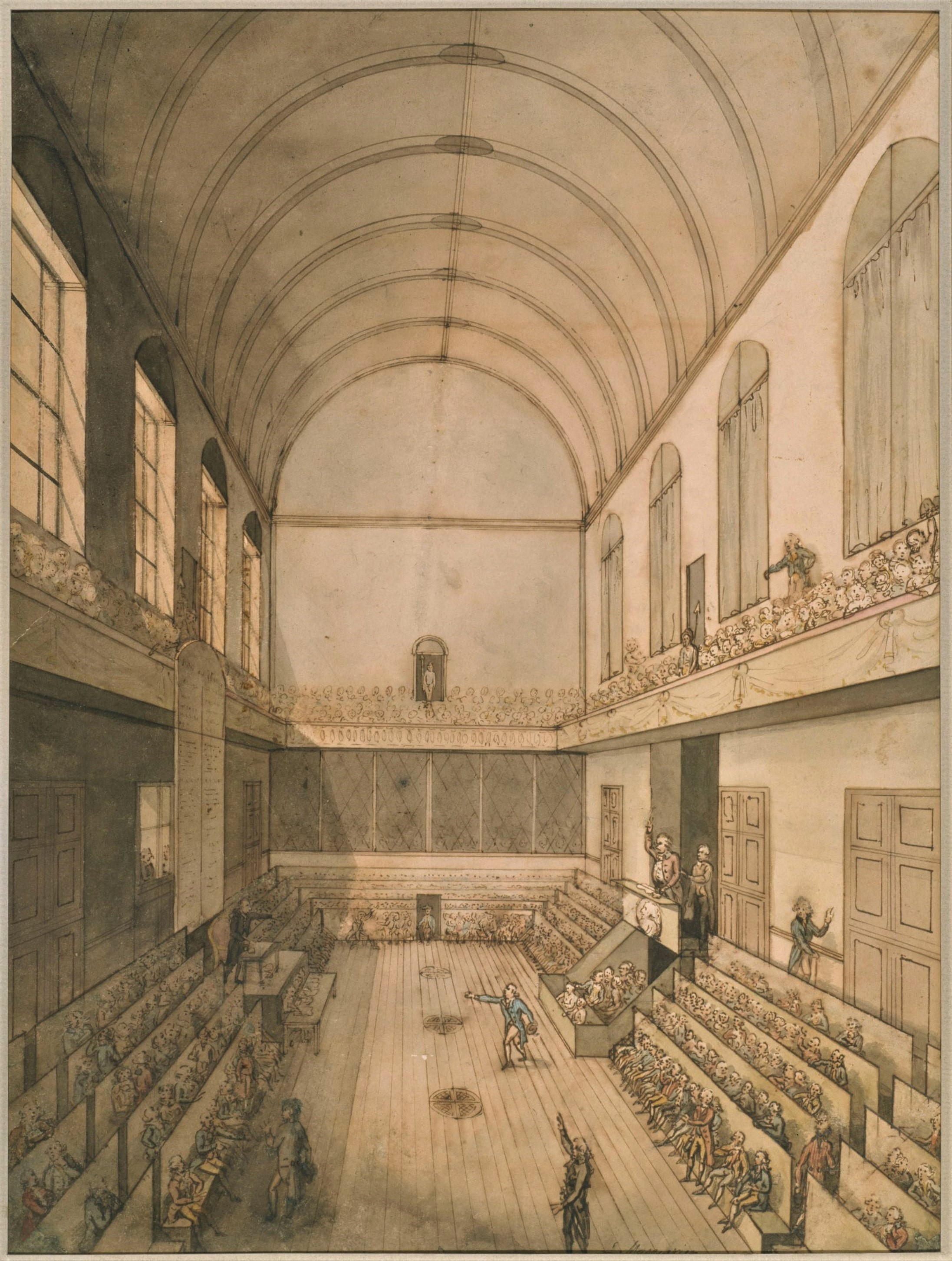
de la Tuileries unde se întrunea Convenția Națională.

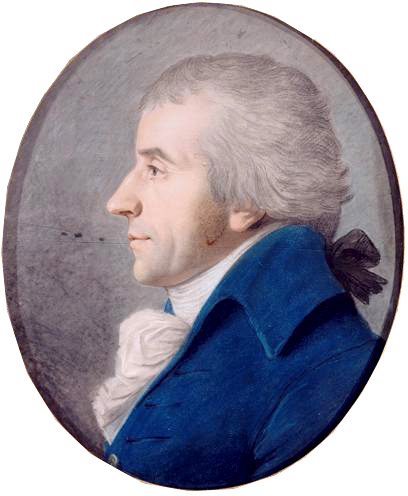
, figură a Girondei. Pânză de Fouquet, castelul Versailles și Trianon, 1792.

A doua tabără erau montagnarzii⁠(d), care își trăgeau numele de la faptul că stăteau în băncile de mai sus în sală și au înregistrat un semnificativ câștig în alegeri. Ei se identificau cu iacobinii; electoratul lor era prin principal parizian și mai cuprindea meșteșugari rurali și mici fermieri. Acești apărători ai cauzei populare erau, ca și girondinii, burghezi de provincie care se fereau de extreme. Ei înțelegeau că, Revoluția nu putea izbândi fără concursul poporului, și au reușit să câștige astfel de partea cauzei lor acel Paris popular, format din muncitori, meșteșugari, proprietari de mici prăvălii, și erau gata să ia măsuri excepționale pentru a salva Patria. Printre liderii lor se numărau Robespierre, Danton, Marat sau Saint-Just.
Majoritatea deputaților erau centriști, „independenții” — denumiți și „Mlaștina⁠(d)” (le Marais) sau „Câmpia” (la Plaine) —, care, deși erau credincioși Revoluției, nu aveau lideri marcanți și deci opiniile lor fluctuau liber. Uneori, ei îi sprijineau pe girondini în apărarea proprietății și a libertății, alteori pe montagnarzi când venea vorba de siguranța națională. Nu se putea, însă, alcătui o listă exactă care să definească clar toate aceste grupuri, deoarece niciunul dintre ele nu avea linii politice clare și au fost foarte instabile.

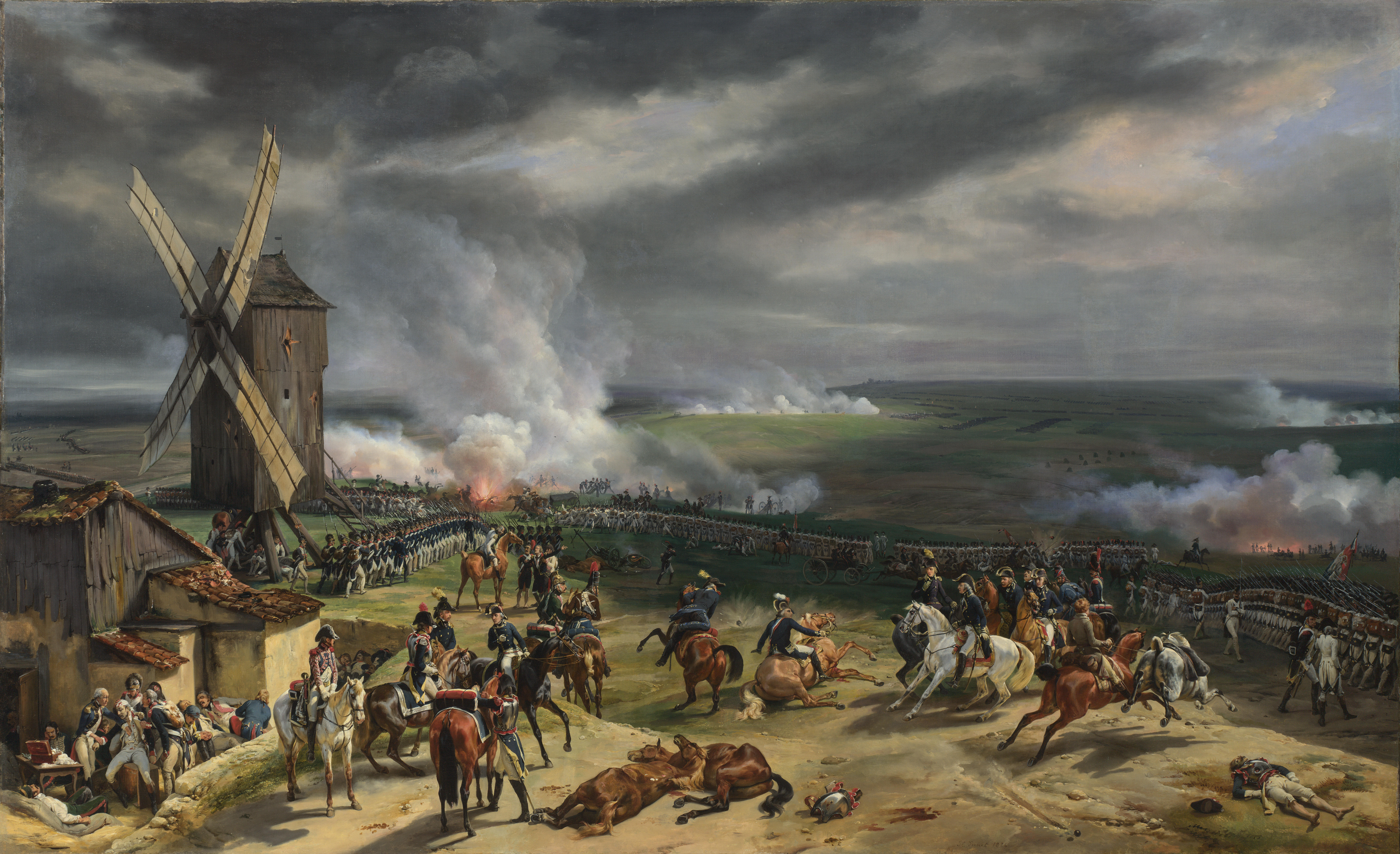
Bătălia de la Valmy,, pictură de Horace Vernet, 1826.

Cu o zi înaintea întrunirii Convenției Naționale, pe 20 septembrie 1792, soarta războiului s-a întors în favoarea francezilor în frunte cu generalul Dumouriez prin victoria de la Valmy contra prusacilor. Invazia a fost oprită, iar Dumouriez a pătruns la 8 octombrie în Țările de Jos Austriece pentru a-i obliga pe austrieci să renunțe la asediului Lille-ului și să se replieze în spatele frontierei. Generalul Custine⁠(d) a cucerit Speyer (30 septembrie),  Worms (5 octombrie), apoi Mainz⁠(d) și Frankfurt (21 și 22 octombrie), ceea ce i-a permis să dețină tot malul stâng al Rinului în timp ce Dumouriez, care a repurtat victoria decisivă la Jemmapes în 6 noiembrie 1792, a devenit stăpânul Belgiei de astăzi. În acea perioadă, trupele franceze au ocupat și Savoia, posesiune a casei de Savoia. În noile teritorii ocupate, francezi au început să răspândească ideile revoluționare, și să vorbească de frontiere naturale; cea mai importantă a fost însă schimbarea raportului diplomatic și militar.
Înainte de a își înceta definitiv activitatea, pe 20 septembrie 1792, Adunarea Legislativă a hotărât laicizarea stării civile — care din acel moment a trecut de la biserici la comune — și autorizarea divorțului. A doua zi,  Convenția Națională și-a intrat în drepturi: dispunând provizoriu și de puterea legislativă, și de cea executivă, prima grijă a fost să abolească monarhia⁠(d), să proclame republica și să decidă că noua constituție va fi ratificată cu vot universal. După încă o zi, a stabilit un nou calendar, și că toate actele publice vor fi datate de la anul I al Republicii, dând semnalul unei noi epoci a Franței.

### Procesul și execuția regelui

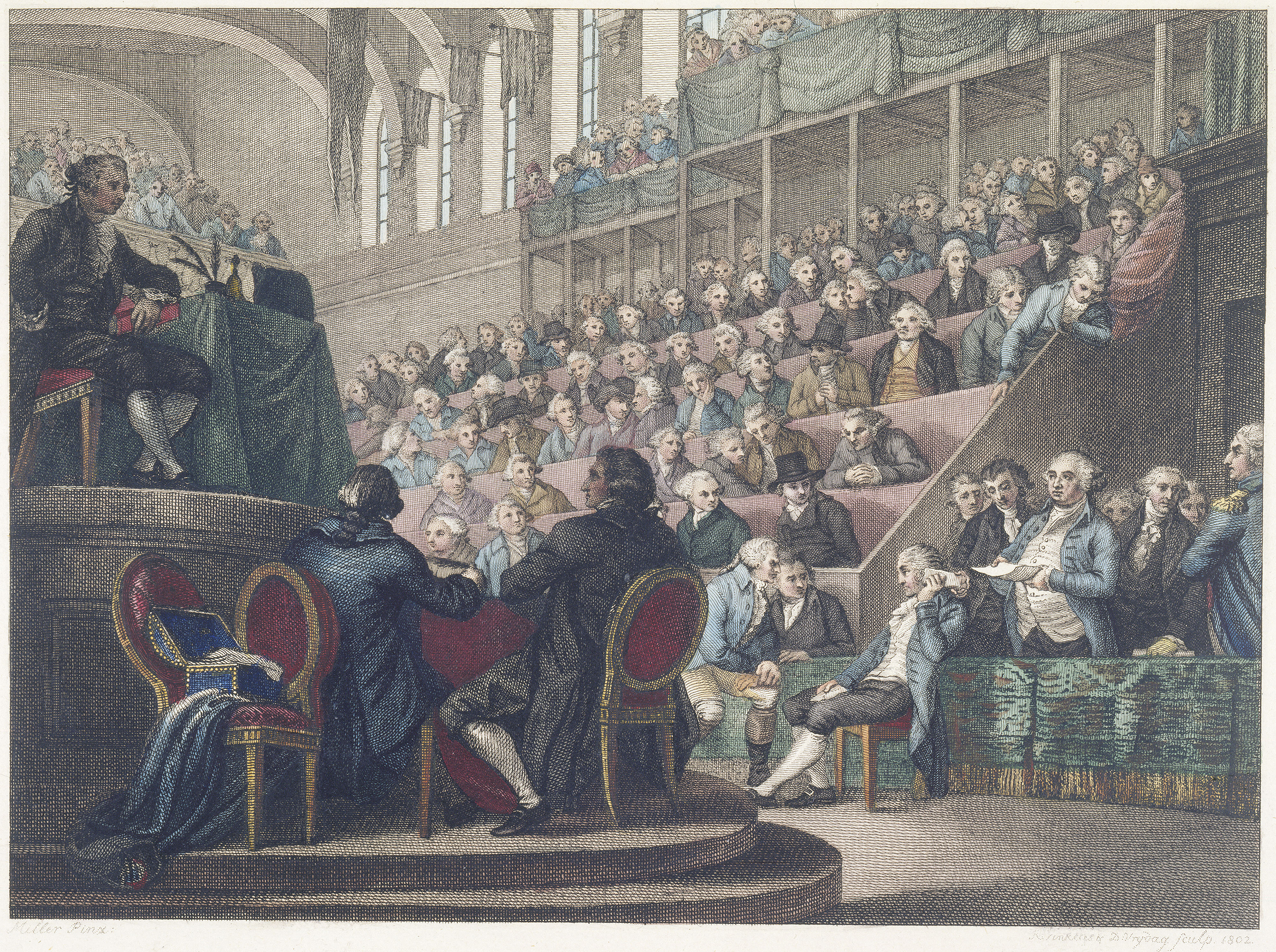
în fața Convenției Naționale,. Gravură, Paris, BnF, circa 1793.

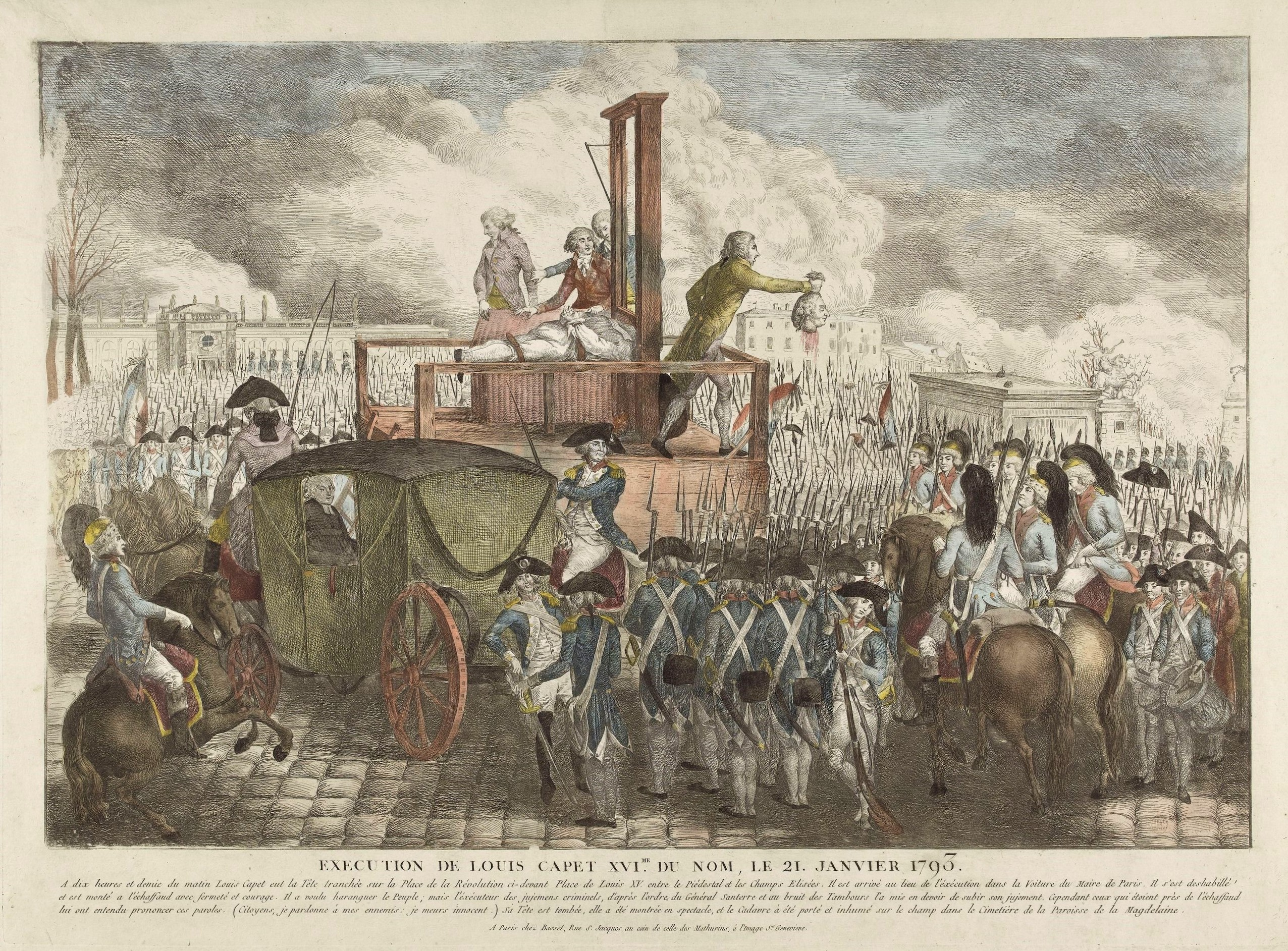
,. Gravură, Paris,, 1793.

După 10 august, și după abolirea monarhiei⁠(d), s-a pus problema soartei regelui detronat, prizonier la Temple⁠(d). În această perioadă, Convenția era dominată de girondini, întrucât cea mai mare parte a aleșilor de centru înclinau spre poziția acestora; ei erau majoritari și în Consiliul Executiv⁠(d). I-a divizat însă viitoarea declanșare a procesului regelui⁠(d). Prin urmare, ei au încercat să amâne judecata, pe care o considerau nepotrivită, în vreme ce montagnarzii⁠(d), mai radicali, doreau o ruptură definitivă cu vechiul regim pentru a instaura republica. Toate calculele au fost însă date peste cap de descoperirea — la 20 noiembrie 1792, la Tuileries, în „dulapul de fier⁠(d)” — a unor documente care arătau clar că regele conspira cu exilații, ceea ce a făcut procesul inevitabil: ca urmare, tergiversarea sorții lui risca să provoace o nouă izbucnire a revoluției. În ciuda principiului separării puterilor în stat, Convenția și-a asumat rolul de a-l judeca pe rege. Astfel, procesul început la 11 decembrie 1792 marchează începutul unei lupte pe viață și pe moarte între girondini și montagnarzi pentru controlul Adunării și al Revoluției.
Regele a fost luat prin surprindere de descoperirea dulapului de fier și a documentelor compromițătoare de acolo; nu a știut cum să se apere, și nu a făcut decât să nege ceea ce era evident. Oricum, în proces conta mai puțin probarea unor fapte ilegale ale regelui, cât utilizarea pedepsei penale în scop politic, după cum a arătat chiar Marat în fața Adunării, când a cerut ca „moartea tiranului” să fie votată prin apel nominal, cu voce tare, cu deputații aflați sub privirile populației. Astfel, regicidul⁠(d) se transforma într-o dovadă de sinceritate republicană. Pe 15 ianuarie, la finalul deliberărilor, regele a fost găsit vinovat cu o majoritate largă, 693 de voturi contra 13, iar pe 17 ianuarie, a fost condamnat la moarte cu o majoritate mai strânsă, 387 de voturi contra 334. Philippe-Égalité, duce de Orléans și vărul regelui, a votat chiar și el pentru moarte, marcând astfel punctul de plecare al disputei între  orléaniști⁠(d) și legitimiști⁠(d), care avea să aibă loc în secolul care a urmat. Pe 20 ianuarie, amânarea execuției, și apelul la popor solicitate de girondini au fost respinse și, la 21 ianuarie 1793, Ludovic al XVI-lea a fost ghilotinat în Piața Revoluției.
Execuția lui⁠(d) a lăsat o impresie profundă asupra populației franceze și i-a stupefiat pe suveranii Europei: era o sfidare la adresa Europei monarhice. Declarația de război contra Marii Britanii și Provinciilor Unite, din 1 februarie 1793, a antrenat formarea Primei Coaliții a puterilor europene contra Franței revoluționare: cele două s-au alăturat Austriei și Prusiei, după care au mai aderat și Spania⁠(d), Portugalia, Neapole, și Toscana, și a izbucnit Războiul Primei Coaliții.

### Criza politică și căderea girondinilor
Girondinii sperau că războiul va uni poporul în sprijinul guvernului, și că va furniza o scuză pentru creșterea prețurilor și penuriile de hrană. În realitate, ei s-au trezit ținta furiei populare. Ca urmare, mulți au plecat din Paris în provincie, o manevrăm strategică dezastruoasă. Prima mobilizare majoră din 24 februarie a declanșat răscoale în Capitală și în alte centre regionale. În martie, deja tulburată de schimbările impuse bisericii, regiunea Vendée, tradițional monarhistă și conservatoare, s-a răsculat. Pe 18, generalul Charles François Dumouriez a fost învins la Neerwinden⁠(d) și a trecut de partea austriecilor. Au urmat și alte răscoale în Bordeaux, Lyon, Toulon, Marsilia și Caen. Republica părea în pragul colapsului.
Criza a dus la formarea în 6 aprilie 1793 a Comitetului de Salvare Publică, un comitet executiv care răspundea în fața Convenției. Girondinii au făcut o nouă eroare politică fatală, când l-au pus sub acuzare pe Marat în fața Tribunalului Revoluționar⁠(d), chipurile pentru că ar fi coordonat Masacrele din Septembrie; el a fost achitat rapid, iar girondinii s-au văzut și mai izolați de sanculoți. Când Jacques Hébert⁠(d) a cerut pe 24 mai răscoală populară împotriva „lacheilor lui Louis Capet”, a fost arestat de Comisia celor Doisprezece⁠(d), un tribunal dominat de girondini înființat pentru a deconspira „comploturi”. Ca răspuns la protestele legislativului, Comisia a avertizat că „dacă din cauza rebeliunilor voastre neîncetate se va întâmpla ceva reprezentanților națiunii, Parisul va fi șters de pe fața Pământului”.

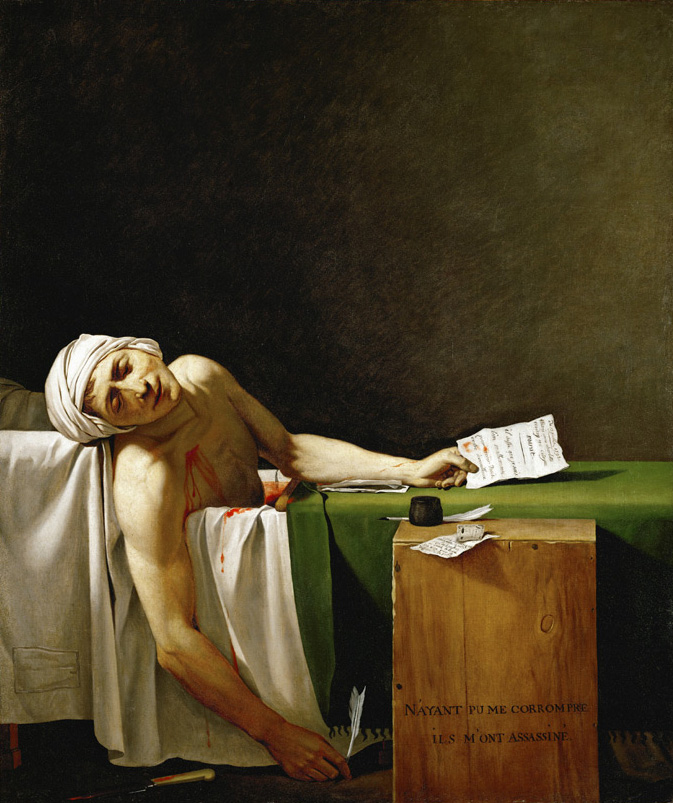
Moartea lui Marat de Jacques-Louis David (1793)

Nemulțumirea crescândă le-a permis cluburilor să se mobilizeze împotriva girondinilor. Susținute de Convenție și de elemente ale Gărzii Naționale, pe 31 mai, ele au încercat să preia puterea într-o lovitură de stat⁠(d). Deși lovitura de stat a eșuat, pe 2 iunie Convenția a fost înconjurată de o mulțime de circa 80.000 de oameni, care cereau pâine ieftină, ajutor de șomaj și reforme politice, inclusiv ca doar sanculoții să aibă drept de vot, și să aibă dreptul de a demite deputați după cum doresc. Zece membri ai comisiei și alți douăzeci și nouă de membri ai facțiunii girondine au fost arestați și, la 10 iunie, montagnarzii au preluat controlul asupra Comitetului de Salvare Publică.
Între timp, un comitet în frunte cu aliatul apropiat al lui Robespierre, Louis Antoine de Saint-Just, a fost însărcinat cu redactarea unei noi constituții⁠(d), activitate care a fost terminată în doar opt zile. Ea a fost ratificată de Convenție pe 24 iunie și conținea reforme radicale, inclusiv votul universal masculin⁠(d). Procesele legale normale au fost însă suspendate după asasinarea lui Marat pe 13 iulie de către girondina Charlotte Corday, faptă pe care Comitetul de Salvare Publică a folosită drept scuză pentru a prelua controlul. Constituția din 1793 a fost suspendată pe termen nelimitat în octombrie.
Pentru noul guvern, prioritățile au fost crearea unei noi ideologii de stat, reglementarea economiei și câștigarea războiului. A fost ajutat de disensiunile dintre adversarii lor pe plan intern; în vreme ce unele zone, ca Vendée și Bretania doreau restaurarea monarhiei, cea mai mare parte a țării susținea republica, dar se opunea regimului de la Paris. Pe 17 august, Convenția a votat o a doua mobilizare; în ciuda problemelor inițiale de echipare și aprovizionare a unui număr atât de mare de militari, până la jumătatea lui octombrie, forțele republicane recuceriseră Lyonul, Marsilia și Bordeaux, învingând în același timp armatele Coaliției la Hondschoote⁠(d) și Wattignies⁠(d). A apărut o nouă clasă meritocratică de lideri militari, din care făcea parte și un tânăr colonel pe nume Napoleon Bonaparte, care a fost numit comandant al artileriei la asediul Toulonului, deoarece era prieten cu Augustin Robespierre⁠(d). Succesul lui în acel rol i-a adus în aprilie 1794 o promovare și un transfer la Armata Italiei⁠(d), și astfel a început ascensiunea lui către puterea militară și politică.

### Teroarea

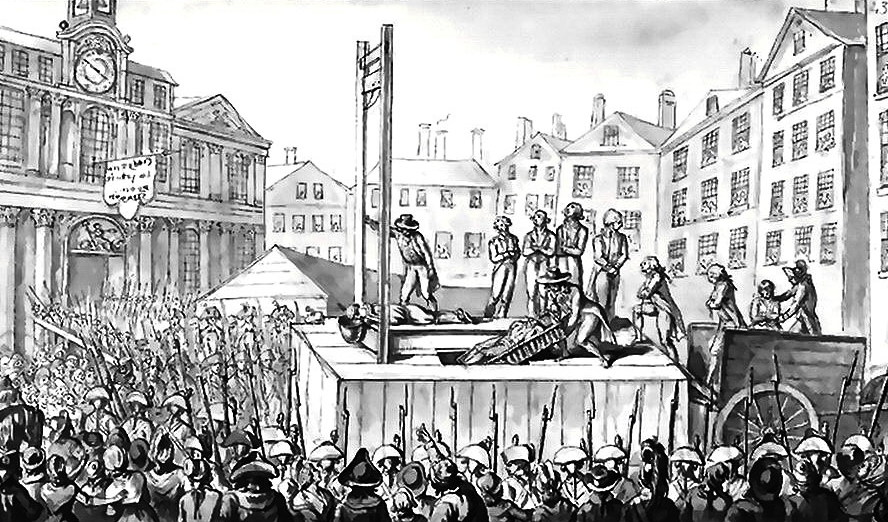
Nouă emigrați sunt executați cu ghilotina, 1793

Deși intenția ei era de a intensifica fervoarea revoluționară, Teroarea a degenerat rapid într-o reglare de conturi. La sfârșitul lui iulie, Convenția a stabilit plafoane de prețuri⁠(d) pe numeroase bunuri, iar pe cei care fac stocuri de produse i-a amenințat cu pedeapsa cu moartea. Pe 9 septembrie, s-au format „grupuri revoluționare” care să pună în aplicare aceste limite, în timp ce Legea suspecților⁠(d) din 17 septembrie aproba arestarea celor suspecți că sunt „dușmanii libertății”. Astfel a început ceea ce a rămas cunoscut drept „Teroarea”. Din septembrie 1793 până în iulie 1794, circa 300.000 de oameni au fost arestați, circa 16.600 fiind executați sub acuzații de activitate contrarevoluționară, iar alți 40.000 au fost executați sumar sau au murit înainte de a fi judecați.
Plafoanele de prețuri i-au făcut pe fermieri să se ferească să-și vândă produsele în piețele pariziene, și la începutul lui septembrie orașul suferea de grave penurii de alimente. În același timp, războiul crescuse datoria publică, pe care Adunarea a încercat să o finanțeze prin vânzarea proprietăților confiscate. Puțini erau însă dornici să cumpere bunuri care riscau mai târziu să fie reluate în posesie de foștii proprietari, ceea ce se putea evita doar prin victorie militară. Aceasta însemna că situația financiară se înrăutățea pe măsură ce amenințările la adresa republicii creșteau, în vreme ce tipărirea de assignați pentru controlul deficitului a cauzat inflație.
Pe 10 octombrie, Convenția a recunoscut Comitetul de Salvare Publică drept guvern revoluționar și a suspendat constituția până la obținerea păcii. La jumătatea lui octombrie, Maria Antoaneta a fost condamnată pentru o lungă listă de infracțiuni, și ghilotinată; două săptămâni mai târziu, au fost executați și liderii girondini arestați în iunie, împreună cu Philippe Égalité. „Teroarea” nu s-a limitat doar la Paris, în Lyon, după recucerirea orașului, fiind uciși 2000 de oameni.

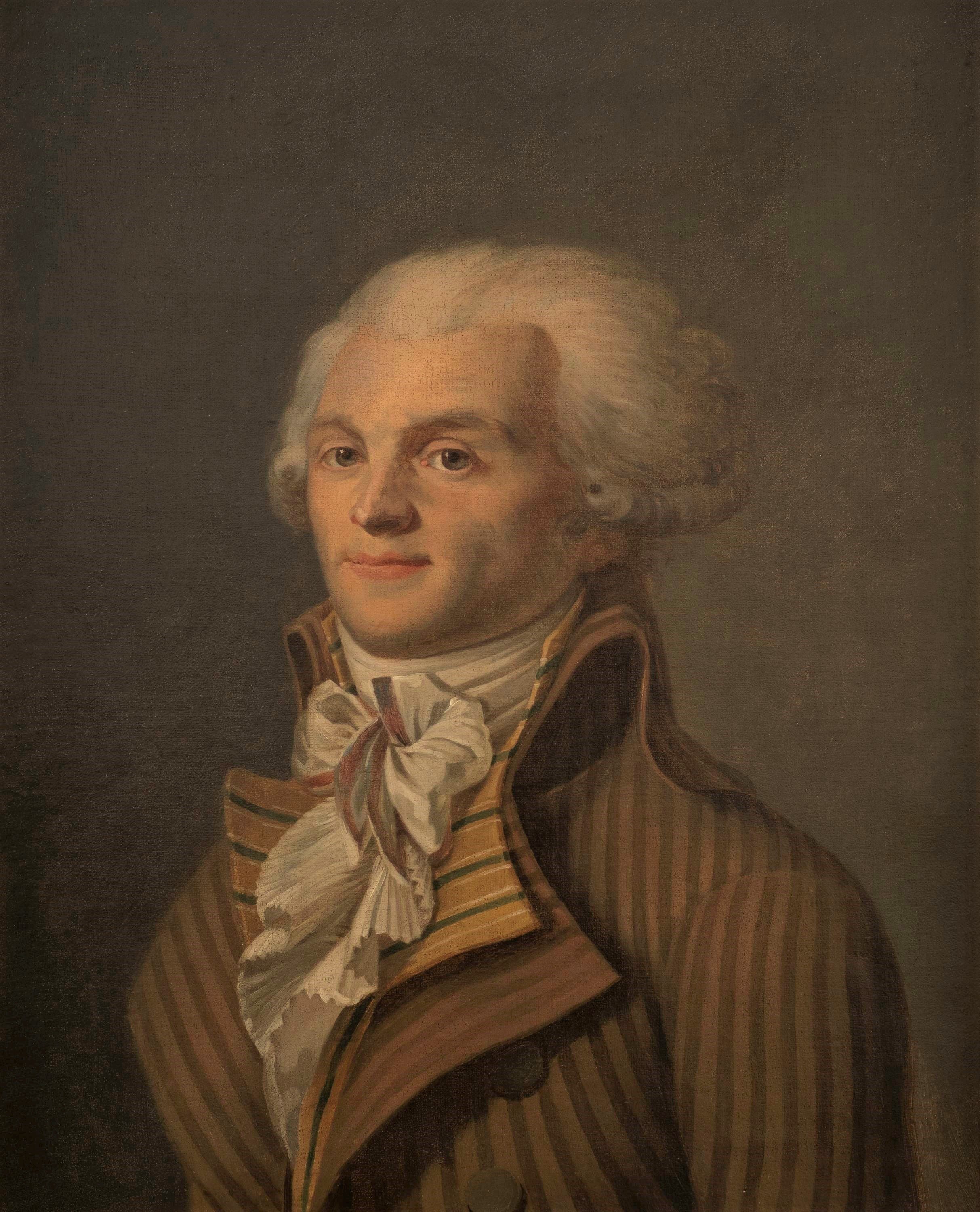
Robespierre

La Cholet⁠(d) pe 17 octombrie, armata republicană a repurtat o victorie decisivă împotriva rebelilor din Vendée, și supraviețuitorii s-au refugiat în Bretania. O înfrângere la Le Mans⁠(d) pe 23 decembrie a făcut ca rebeliunea să nu mai fie o amenințare majoră, deși insurgența a mai continuat până 1796. Amploarea represiunii care a urmat a fost dezbătută de istoricii francezi începând cu jumătatea secolului al XIX-lea. Din noiembrie 1793 până în februarie 1794, peste 4000 de oameni au fost înecați în Loara la Nantes⁠(d) sub supravegherea lui Jean-Baptiste Carrier⁠(d). Istoricul Reynald Secher afirmă că 117.000 de oameni ar fi murit în total între 1793 și 1796. Deși aceste cifre au fost contestate, François Furet⁠(d) trage concluzia că ele „dezvăluie nu doar masacre și distrugeri pe o scară fără precedent, ci și un zel atât de violent încât i-a conferit regiunii mare parte din identitate”.
La apogeul Terorii, nici măcar susținătorii ei nu erau imuni de bănuială, ceea ce a dus la disensiuni în sânul facțiunii montagnarde între hebertiștii⁠(d) radicali și moderații în frunte cu Danton. Lui Robespierre îi părea că această dispută destabilizează regimul, și, ca deist, obiecta față de politicile antireligioase susținute de ateul Hébert, care a fost arestat și executat pe 24 martie împreună cu 19 din colegii lui. Pentru a păstra loialitatea restului hebertiștilor, Danton a fost și el arestat și executat pe 5 aprilie alături de Camille Desmoulins⁠(d), după un proces-spectacol care probabil i-a făcut lui Robespierre mai mult rău decât orice altă acțiune din această perioadă.
Legea din 22 Prairial⁠(d) (10 iunie) le interzicea „dușmanilor poporului” dreptul de a se apăra. Cei arestați în provincii erau aduși la Paris pentru judecată; din martie până în iulie, ritmul execuțiilor din Paris a crescut de la 5 la 26 pe zi. Mulți iacobini au ridiculizat Cultul Ființei Supreme⁠(d) din 8 iunie, o ceremonie extravagantă și costisitoare organizată de Robespierre, care a început să fie acuzat că se dă drept un al doilea Mesia. Relaxarea plafoanelor de prețuri și inflația galopantă a făcut să crească frământările din rândul sanculoților, dar situația militară ameliorată⁠(d) a redus teama că republica ar mai fi în pericol. Temându-se că propria lor supraviețuire depinde de înlăturarea lui Robespierre, pe 29 iunie, trei membri ai Comitetului de Salvare Publică l-au acuzat deschis că este dictator. Robespierre a răspuns refuzând să mai participe la ședințele Comitetului, ceea ce le-a permis adversarilor lui să construiască o coaliție. Într-un discurs ținut în fața Convenției la 26 iulie, el a susținut că unii membri ai acesteia conspiră împotriva Republicii, ceea ce era automat o condamnare la moarte. El a refuzat să dea nume, iar ședința s-a încheiat cu confuzie. În seara aceea, el și-a repetat afirmațiile la Clubul Iacobinilor, unde au fost primite cu cereri de executare a „trădătorilor”. Cum se știa că mulți din cei executați au fost acuzați pe nedrept, și acum spectrul unor noi execuții plutea asupra tuturor, adversarii l-au atacat pe Robespierre⁠(d) și pe aliații lui a doua zi, la Convenție. Când Robespierre a încercat să vorbească, l-a lăsat vocea, și un deputat a strigat: „se îneacă cu sângele lui Danton!”

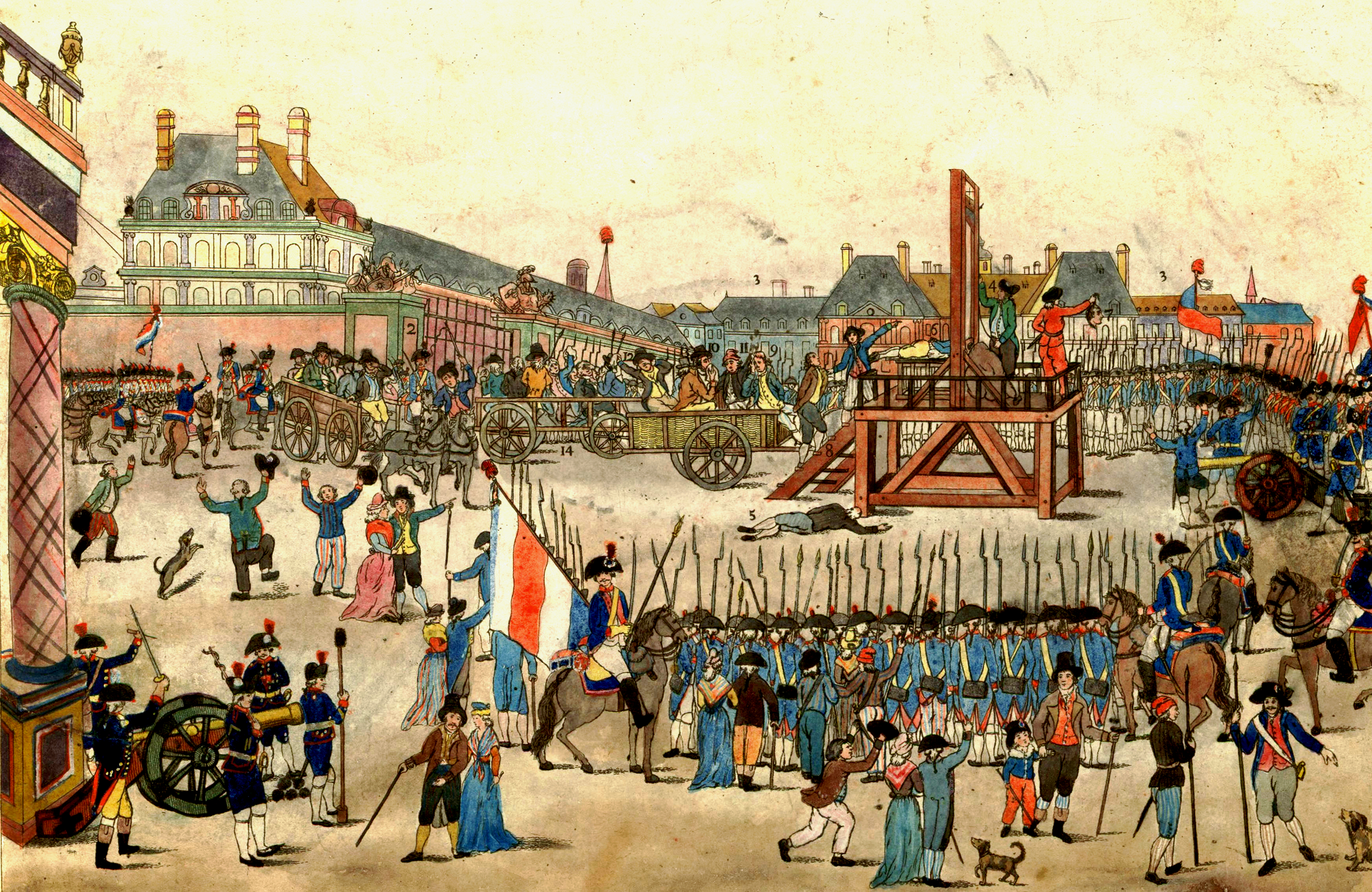
Execuția lui Robespierre la a marcat sfârșitul Terorii.

După ce Convenția i-a autorizat arestarea lui, el și susținătorii săi s-au refugiat la Hôtel de Ville, care era apărat de elemente ale Gărzii Naționale. Alte unități loiale Convenției au luat clădirea cu asalt în acea seară și l-au reținut pe Robespierre, care s-a rănit grav în timp ce încerca să se sinucidă. A fost executat la 28 iulie alături de 19 colegi, între care Saint-Just și Georges Couthon⁠(d), urmat de 83 de membri ai legislativului. Legea din 22 Prairial a fost apoi abrogată, iar girondinii care mai trăiau au fost repuși în funcțiile de deputat, în vreme ce Clubul Iacobin a fost închis și interzis.
Există mai multe interpretări ale Terorii și ale violenței extreme cu care a fost derulată. Furet susține că angajamentul ideologic intens al revoluționarilor și obiectivele lor utopice necesitau exterminarea oricărei opoziții. O poziție moderată sugerează că violența nu era inevitabilă, ci a fost produsul unei serii de evenimente interne complexe, exacerbate de război.

### Reacțiunea Thermidoriană
Vărsarea de sânge nu a luat sfârșit odată cu moartea lui Robespierre; în sudul Franței⁠(d) a urmat un val de omoruri din răzbunare⁠(d), îndreptat împotriva celor presupuși a fi iacobini, oficialilor republicani și protestanților. Deși cei care au ieșit învingători în Thermidor au preluat controlul asupra legislativului prin executarea foștilor lideri, unii din cei adânc implicați în Teroare și-au păstrat pozițiile. Între aceștia, s-au numărat Paul Barras⁠(d), care avea să fie liderul executivului Directoratului, și Joseph Fouché, care a coordonat uciderile din Lyon și care a servit drept ministru al poliției⁠(d) în Directorat, Consulat și Imperiu. Deși avea legături cu Augustin Robespierre, succesele militare repurtate în Italia au făcut ca Bonaparte să evite consecințele.
Tratatul de la La Jaunaye⁠(d) din decembrie 1794 a pus capăt Chouanneriei⁠(d) din vestul Franței, permițând libertate religioasă și întoarcerea preoților nejurați. Aceste concesii au fost însoțite de succese militare; în ianuarie 1795, forțele dranceze i-au ajutat pe Patrioții olandezi⁠(d) să proclame Republica Batavă, asigurând astfel frontiera de nord. Războiul cu Prusia s-a încheiată în favoarea Franței cu pacea de la Basel⁠(d) din aprilie 1795, în timp ce Spania a cerut și ea pace la scurt timp.

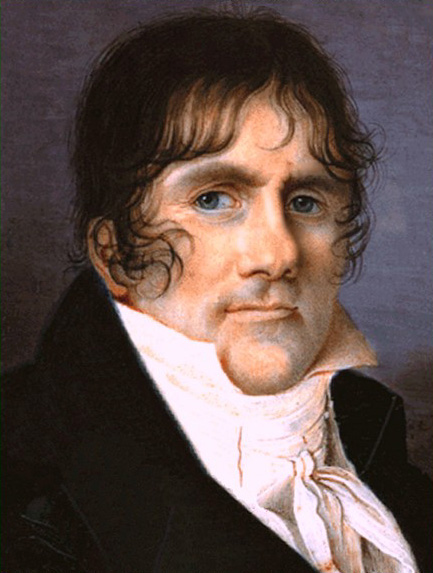
Fostul viconte și montagnard, care a luat parte la Reacțiunea Thermidoriană și apoi a condus Directoratul

Republica se confrunta însă cu o criză pe plan intern. Penuriile de hrană cauzate de recolta slabă din 1794 au fost exacerbate în nordul Franței de nevoia de a aproviziona armata din Flandra, în timp ce iarna a fost cea mai grea din 1709 până atunci. În aprilie 1795, oamenii deja mureau de foame, iar assignatul mai valora doar 8% din valoarea nominală; din disperare, parizienii s-au răsculat din nou⁠(d). Au fost risipiți rapid, iar principalul impact a fost un alt val de arestări, în timp ce deținuții iacobini din Lyon au fost executați sumar.
O comisie a întocmit Constituția din Anul III⁠(d), care a fost aprobată prin plebiscit pe 23 septembrie 1795 și pusă în aplicare pe 23 septembrie. Redactată în linii mari de Pierre Daunou⁠(d) și Boissy d'Anglas⁠(d), ea instituia un legislativ bicameral, care avea rolul de a încetini procesul legislativ, oprind schimbările bruște de politică ce caracterizaseră sistemele unicamerale anterioare. Sfatul celor 500⁠(d) era responsabil cu întocmirea legislației, care era revizuită și aprobată de Sfatul Bătrânilor⁠(d), o cameră superioară formată din 250 de oameni în vârstă de peste 40 de ani. Puterea executivă era în mâinile a cinci directori, numiți de Sfatul Bătrânilor dintr-o listă de candidați furnizată de camera inferioară, având mandate de cinci ani.
Deputații erau aleși indirect, un electorat total de circa 5 milioane de alegători votând în alegeri primare 30.000 de electori, sau 0,6% din populație. Întrucât acești electori erau supuși unor condiții stricte de deținere de proprietăți, aceasta a garantat revenirea deputaților conservatori sau moderați. Pe lângă aceasta, legislativul nu se mai dizolva la finalul mandatului, ca cele din 1791 și 1792: așa-numita „lege a celor două treimi” stabilea ca doar 150 de deputați noi să fie aleși în fiecare an. Restul de 600 de Conventionnels își păstrau locurile, măsură ce avea scopul de a asigura stabilitatea.

## Directoratul

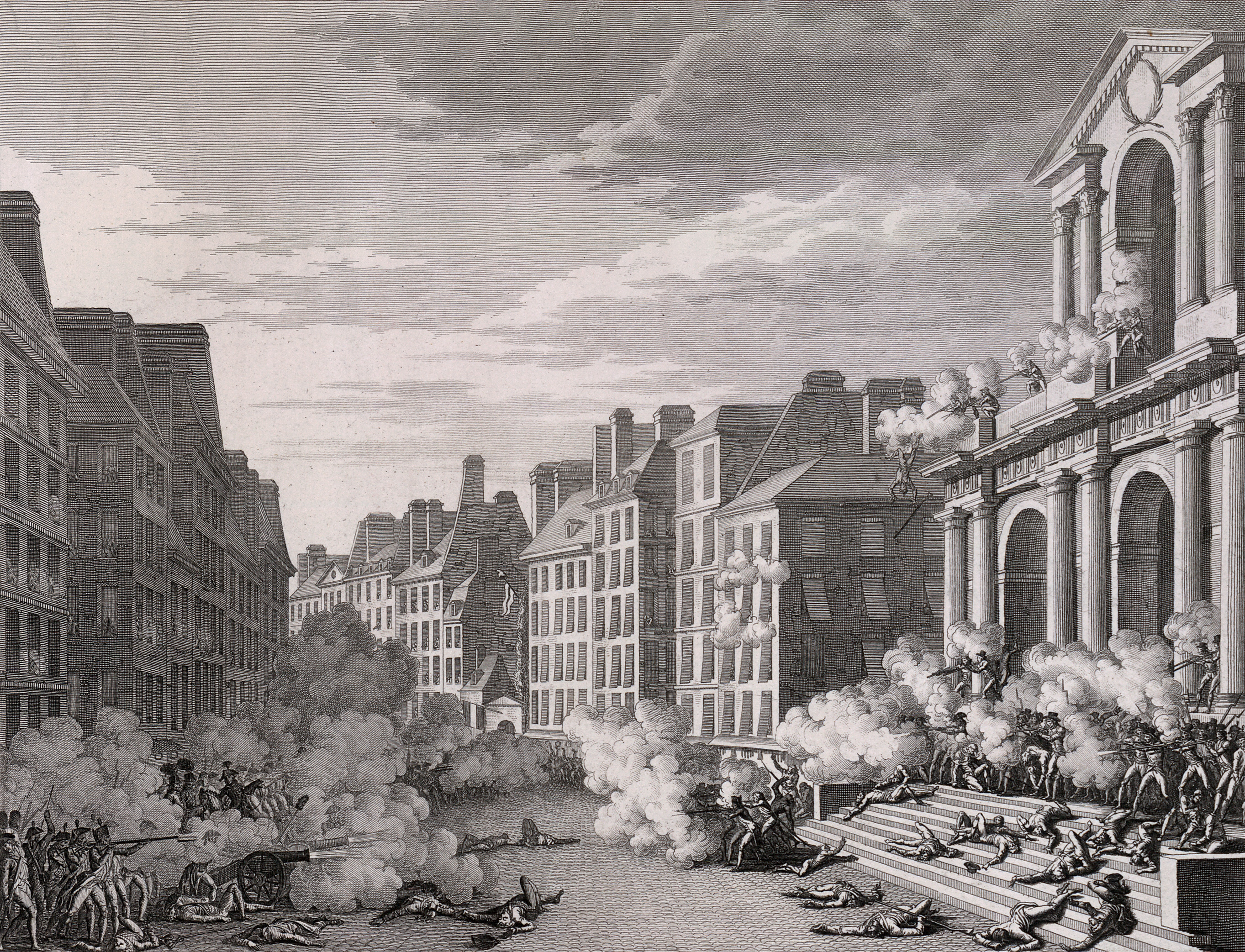
Trupele sub comanda lui Napoleon trăgând asupra insurgenților regaliști din Paris,

În ciuda măsurilor luate pentru a asigura stabilitatea politică, Directoratul a continuat să fie o perioadă frâmântată, iar regimul era contestat din toate părțile.
Simpatizanții iacobini îl considerau o trădare a Revoluției, iar bonapartiștii⁠(d) aveau să justifice lovitura de stat a lui Napoleon prin corupția regimului. Directoratul s-a confruntat și cu frământări interne, cu economia slabă, cu războiul costisitor, iar Sfatul celor 500 putea bloca oricând orice lege. Întrucât directorii nu aveau puterea să convoace noi alegeri, singurele modalități de a sparge un blocaj erau dictatura decretelor sau utilizarea forței. Ca urmare, directoratul s-a caracterizat prin „violență cronică, forme ambivalente de justiție, și recursul repetat la represiune dură”.
Păstrarea aleșilor Conventionnels a asigurat că Thermidorienii dețin o majoritate în legislativ, și că au trei din cei cinci directori, dar ei erau din ce în ce mai contestați de dreapta. Pe 5 octombrie, trupele conduse de Napoleon au înăbușit o răscoală regalistă⁠(d) la Paris; când s-au ținut primele alegeri legislative⁠(d) două săptămâni mai târziu, peste 100 din cei 150 de noi deputați erau într-un fel sau altul regaliști. Puterea sanculoților parizieni fusese dărâmată de revolta din 1795; cum presiunea asupra Cluburilor Iacobine din partea maselor s-a diminuat, aceste cluburi au devenit susținătoarele directoratului, mai ales pentru a împiedica restaurația monarhiei.
Înlăturarea plafoanelor de prețuri și prăbușirea valorii assignatului au condus la inflație și la creșterea masivă a prețurilor alimentelor. Până în aprilie 1796, peste 500.000 de parizieni erau șomeri, ceea ce a dus la insurecția din luna mai denumită Conspirația Egalilor⁠(d). În frunte cu revoluționarul François-Noël Babeuf, ea avea printre revendicări implementarea imediată a Constituției din 1793, și o distribuție mai echitabilă a averii. Deși avea sprijinul unei părți a armatei, răscoala a fost înăbușită cu ușurință, iar Babeuf și alți lideri ai ei au fost executați. Până în 1799 însă, economia a fost stabilizată, și unele reforme importante au permis o creștere constantă a industriei franceze. Multe din aceste reforme s-au păstrat pe tot parcursul secolului al XIX-lea.
Până în 1797, trei din cei cinci directori au fost republicani convinși: Barras, Révellière-Lépeaux⁠(d) și Jean-François Rewbell⁠(d). La fel și circa 40% din legislativ. Un procent similar erau vag centriști⁠(d) sau neafiliați, la fel ca ceilalți doi directori, Étienne-François Letourneur⁠(d) și Lazare Carnot. Mai rămâneau circa 20% care erau regaliști convinși, dar mulți centriști susțineau restaurarea fratelui exilat al regelui detronat, Ludovic al XVIII-lea, în credința că monarhia va aduce pacea. Alegerile din mai 1797 au adus importante câștiguri pentru dreapta, regalistul Jean-Charles Pichegru fiind ales președinte al Sfatului celor 500, iar Barthélemy⁠(d) fiind numit director.

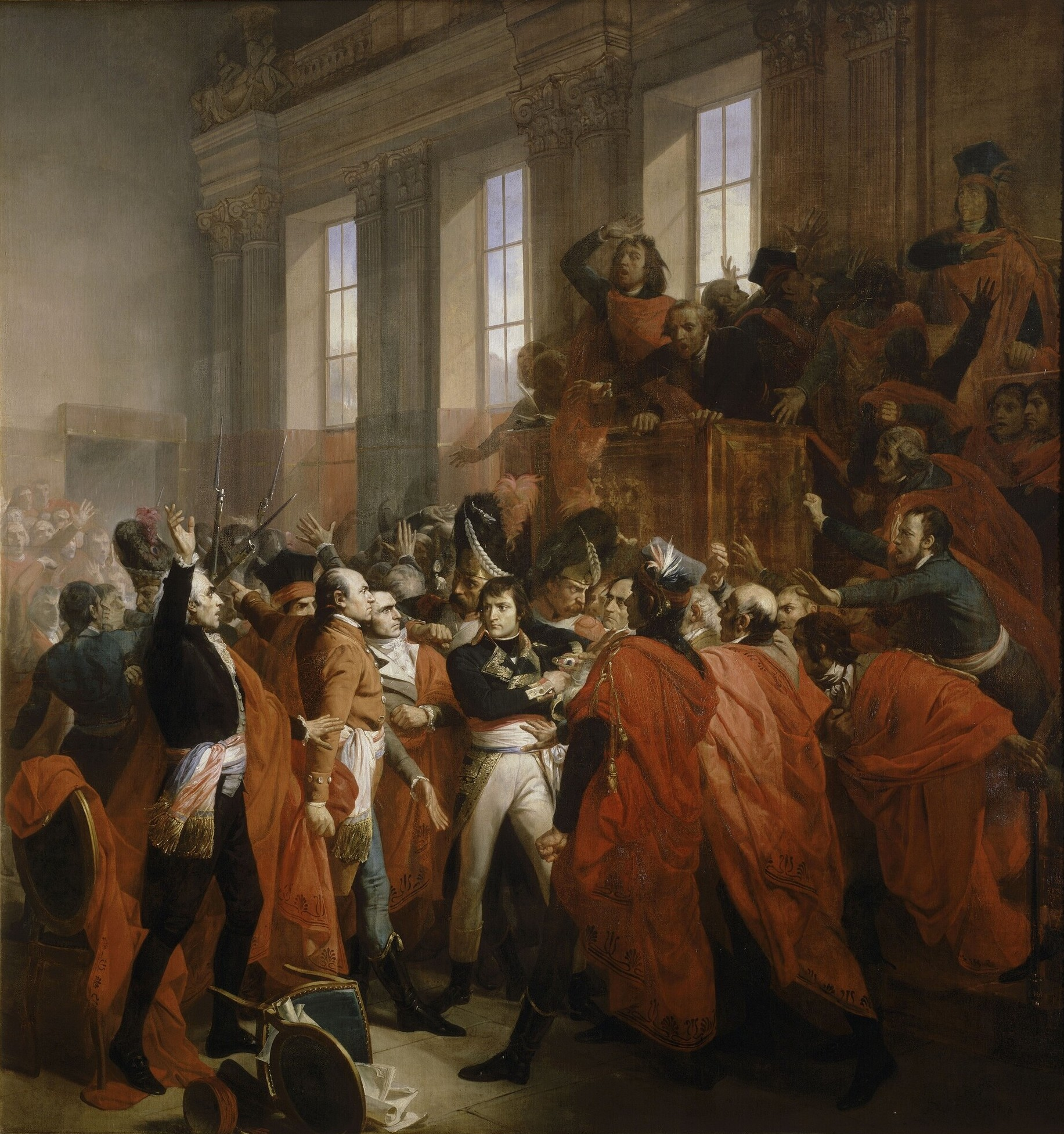
Napoléon Bonaparte în Sfatul celor 500 în timpul,

Regaliștii păreau aproape să ajungă la putere, așa că republicanii au încercat o lovitură de stat preemptivă la 4 septembrie⁠(d). Folosindu-se de trupe din Armata Italiei a lui Napoleon, conduse de Pierre Augereau, ei au forțat Sfatul celor 500 să aprobe arestarea lui Barthélemy, Pichegru și Carnot. Alegerile au fost anulate, 63 de regaliști importanți au fost deportați în Guyana Franceză, și s-au adoptat legi împotriva emigraților, loialiștilor și ultraiacobinilor. Înlăturarea adversarilor conservatori ai lui Barras au deschis calea unui conflict direct între el și cei de stânga.
Deși societate franceză era sătulă de război, luptele au continuat, iar alegerile din 1798⁠(d) au avut ca rezultat o nouă creștere a puterii iacobinilor. Invadarea Egiptului de către Napoleon în iulie 1798 a confirmat temerile puterilor europene față de expansionismul francez, și în noiembrie a izbucnit Războiul celei de a Doua Coaliții. Rămași fără majoritate în legislativ, directorii s-au bazat pe armată pentru a pune în aplicare decretele și a extrage venituri din teritoriile cucerite. Generali ca Napoleon și Barthélemy Catherine Joubert⁠(d) au căpătat un rol central în procesul politic, în timp ce atât armata cât și directoratul au devenit notorii pentru corupția lor.
Există ipoteza că prăbușirea Directoratului ar fi fost cauzată de faptul că, în 1799, mulți „preferau incertitudinile unui regim autoritar ambiguităților permanente ale politicii parlamentare”. Arhitectul sfârșitului regimului a fost Sieyès, care, întrebat ce făcuse în timpul Terorii, ar fi răspuns „am supraviețuit”. După ce a fost numit în Directorat, prima lui acțiune a fost înlăturarea lui Barras, cu ajutorul altor aliați, ca Talleyrand, și fratele lui Napoleon, Lucien, președintele Sfatului celor 500. Pe 9 noiembrie 1799, lovitura de stat din 18 Brumaire⁠(d) i-a înlocuit pe cei cinci directori cu Consulatul, format din trei membri: Napoleon, Sieyès, și Roger Ducos⁠(d). Cei mai mulți istorici consideră acest moment a fi sfârșitul Revoluției Franceze.

## Rolul ideologiei
Rolul ideologiei în Revoluție este subiect de controversă: Jonathan Israel afirmă că „iluminismul radical” a fost principala forță motrice a Revoluției. Cobban, afirmă, însă, că „acțiunile revoluționarilor au fost cel mai adesea prescrise de nevoia de a găsi soluții practice la probleme imediate, folosind resursele disponibile, nu de teorii preconcepute”.
Identificarea ideologiilor este complicată de abundența cluburilor, facțiunilor și publicațiilor revoluționare, de absența partidelor politice formale, și de flexibilitatea individuală în raport cu circumstanțele volatile. Mai mult, deși Declarația drepturilor omului a fost un document fundamental pentru toate facțiunile revoluționare, interpretarea lui varia mult.
Deși toți revoluționarii își clamau devotamentul față de libertate în principiu, „ea părea să însemne doar ce vor cei de la putere”. De exemplu, libertățile specificate în Declarația drepturilor omului erau limitate prin lege dacă „produc rău altora, sau se abuzează de ele”. Până la 1792, iacobinii și alții s-au opus frecvent restricționării presei pe motiv că aceste restricții ar încălca un drept fundamental. Convenția Națională, mai radicală, a adoptat însă în septembrie 1793 și în iulie 1794 legi ce impuneau pedeapsa cu moartea pentru fapte ca „calomnierea Convenției Naționale” și „inducerea opiniei publice în eroare”.
Revoluționarii susțineau și principiul egalității, dar erau puțini cei care susțineau egalitatea de avere, întrucât și proprietatea este un drept. Adunarea Națională s-a opus acordării de drepturi politice egale femeilor, iar abolirea sclaviei în colonii a fost amânată până în februarie 1794 deoarece intra în conflict cu drepturile de proprietate ale stăpânilor de sclavi, și mulți se temeau că ar putea perturba comerțul. Egalitatea politică pentru cetățenii bărbați a fost și ea o problemă spinoasă, Constituția din 1791 limitând dreptul de a vota și de a fi ales la bărbații de peste 25 de ani care îndeplineau niște condiții de proprietate, așa-numiții „cetățeni activi”. Această restricție a întâmpinat opoziția multor activiști, între care Robespierre, iacobinii, și cordelierii.
Principiul că suveranitatea rezidă în popor a fost un concept esențial al Revoluției. Israel afirmă însă că aceasta ascunde diferențele ideologice pe tema a cum se exprimă cel mai bine voința poporului — prin constituții și adunări reprezentative, sau prin acțiune directă, mulțimi de revoluționari și adunări populare ca secțiunile Comunei din Paris. Mulți considerau monarhia constituțională a fi incompatibilă cu suveranitatea populară, dar până în 1792, a existat un bloc puternic cu un angajament ideologic față de un astfel de sistem, pe baza scrierilor lui Thomas Hobbes, John Locke, Montesquieu și Voltaire.
Israel afirmă că naționalizarea proprietăților bisericești și instituirea Bisericii Constituționale reflectă un angajament ideologic față de secularism, și o hotărâre de a submina un bastion al privilegiilor Vechiului Regim. Deși Cobban este de acord că Biserica Constituțională era motivată de ideologie, el îi vede originile în anticlericalismul lui Voltaire și al altor figuri ale Iluminismului.
Iacobinii erau ostili partidelor și facțiunilor politice formale, pe care le considerau o amenințare la adresa unității naționale și a voinței generale, „virtutea politică” și „dragostea de țară” fiind elemente esențiale ale ideologiei lor. Ei considerau că revoluționarul ideal trebuie să fie altruist, sincer, lipsit de ambiții politice și dedicat națiunii. Disputele care au dus la plecare mai întâi a Feuillanților, apoi a girondinilor, s-au desfășurat în termeni de patriotism și virtute politică relative ale celor implicați. În decembrie 1793, toți membrii cluburilor iacobine erau supuși unei „verificări purificatoare”, pentru a determina dacă sunt „oameni virtuoși”.

## Războaiele Revoluției Franceze

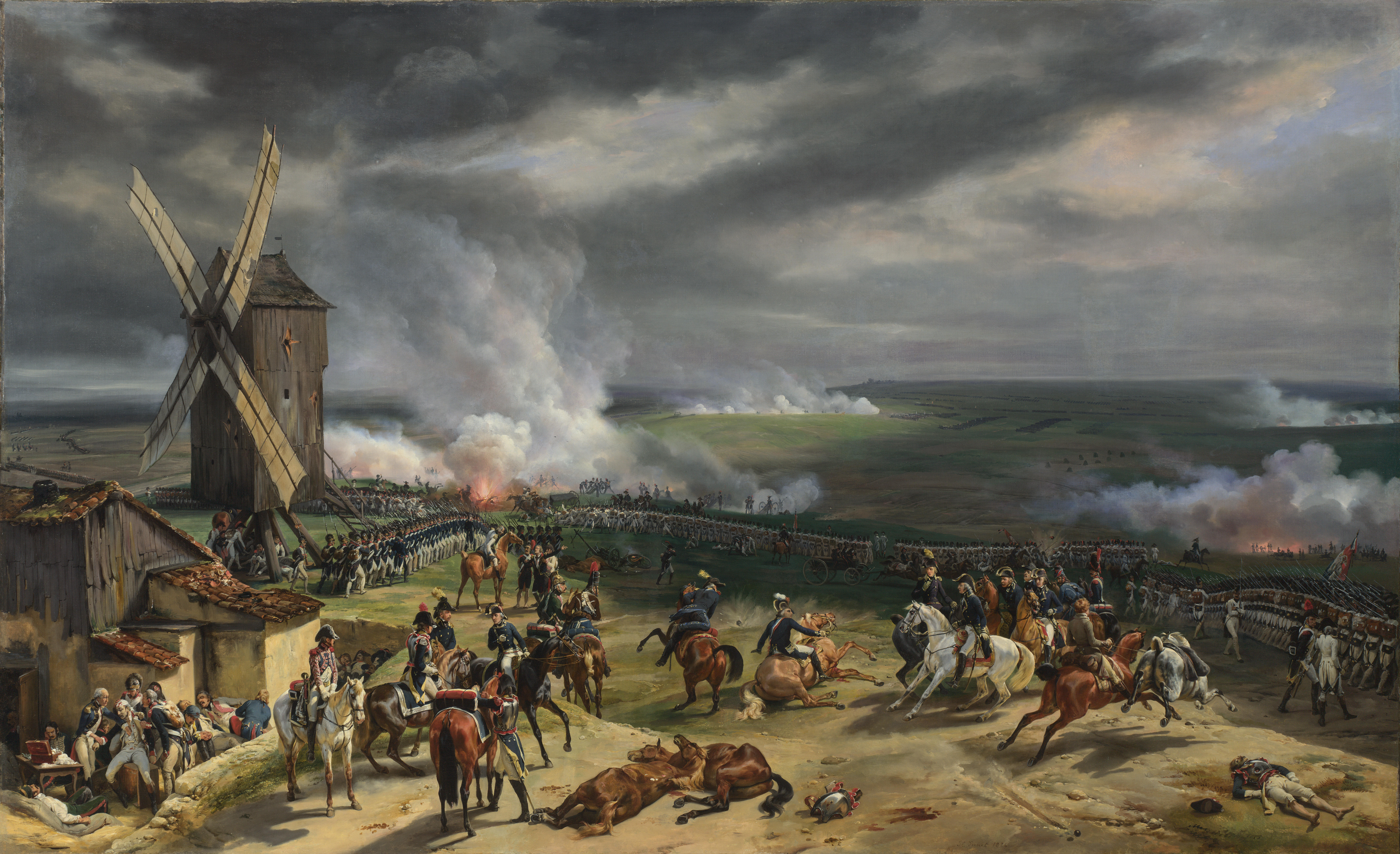
Pictura ' de Horace Vernet, 1826. Victoria francezilor în bătălia de la Valmy din a validat ideea revoluționară de armată compusă din cetățeni

Revoluția a inițiat o serie de conflicte care au început în 1792 și au luat sfârșit prin înfrângerea lui Napoleon la Waterloo în 1815. În primele faze, războaiele păreau improbabile: revoluționarii erau pacifiști, iar Constituția din 1791 dezavua explicit „războiul cu scop de cucerire” și, deși tradiționalele tensiuni între Franța și Imperiul Habsburgic au reizbucnit în deceniul anilor 1780, împăratul Iosif al II-lea a salutat, moderat, reformele. La acea vreme, Habsburgii erau implicați într-un război cu otomanii, la fel și Rusia, în timp ce ambele negociau cu Prusia pentru a-și împărți între ele Polonia. Mai important, Marea Britanie prefera pacea și, după cum se exprima Leopold al II-lea după Declarația de la Pillnitz, „fără Anglia, nu e niciun caz”.
Spre sfârșitul lui 1791, facțiunile din Adunare au ajuns să considere războiul o cale de a unifica țara și de a asigura Revoluția prin eliminarea forțelor ostile de la granițe, și de a-și institui „frontiere naturale”. Franța a declarat război Austriei în aprilie 1792 și a emis primele ordine de mobilizare⁠(d) într-un serviciu militar de douăsprezece luni. Când s-a ajuns la pace în 1815, conflictul implicase deja toate marile puteri europene, și Statele Unite, redesenase harta Europei și se extinsese în Americi, Orientul Mijlociu, și Oceanul Indian.
Pe parcursul secolului al XVIII-lea, populația Europei a crescut de la 118 la 187 de milioane; acest fapt, combinat cu noile tehnici de producție în masă, a permis beligeranților să susțină armate mari, ce necesitau mobilizarea resurselor naționale. Era un altfel de război, dus de națiuni, nu doar de regi, cu scopul de a distruge capacitatea inamicului de a rezista, dar și de a implementa schimbări sociale profunde. Deși toate războaiele sunt într-o oarecare măsură politice, această perioadă se remarcă prin accentul pus pe redesenarea granițelor și pe crearea de state europene cu totul noi.
În aprilie 1792, armatele franceze au invadat Țările de Jos Austriece, dar au suferit o serie de înfrângeri înainte de a învinge o armată austro-prusacă la Valmy în septembrie. După ce a învins o a doua armată austriacă la Jemappes pe 6 noiembrie, ele au ocupat Țările de Jos, părți din Renania, Nisa⁠(d) și Savoia⁠(d). Încurajată de acest success, în februarie 1793, Franța a declarat război Republicii Neerlandeze, Spaniei și Marii Britanii, declanșând Războiul Primei Coaliții. Expirarea termenului de serviciu militar de 12 luni pentru recruții din 1792 i-a obligat însă pe francezi să renunțe la teritoriile cucerite. În august, s-au adoptat noi măsuri de mobilizare, iar în mai 1794 armata franceză avea între 750.000 și 800.000 de oameni. În ciuda ratei mari a dezertărilor, armata a fost suficient de mare să gestioneze multiple teatre de operațiuni pe plan intern și extern; în comparație, armata combinată austro-prusacă avea mai puțin de 90.000 de oameni.

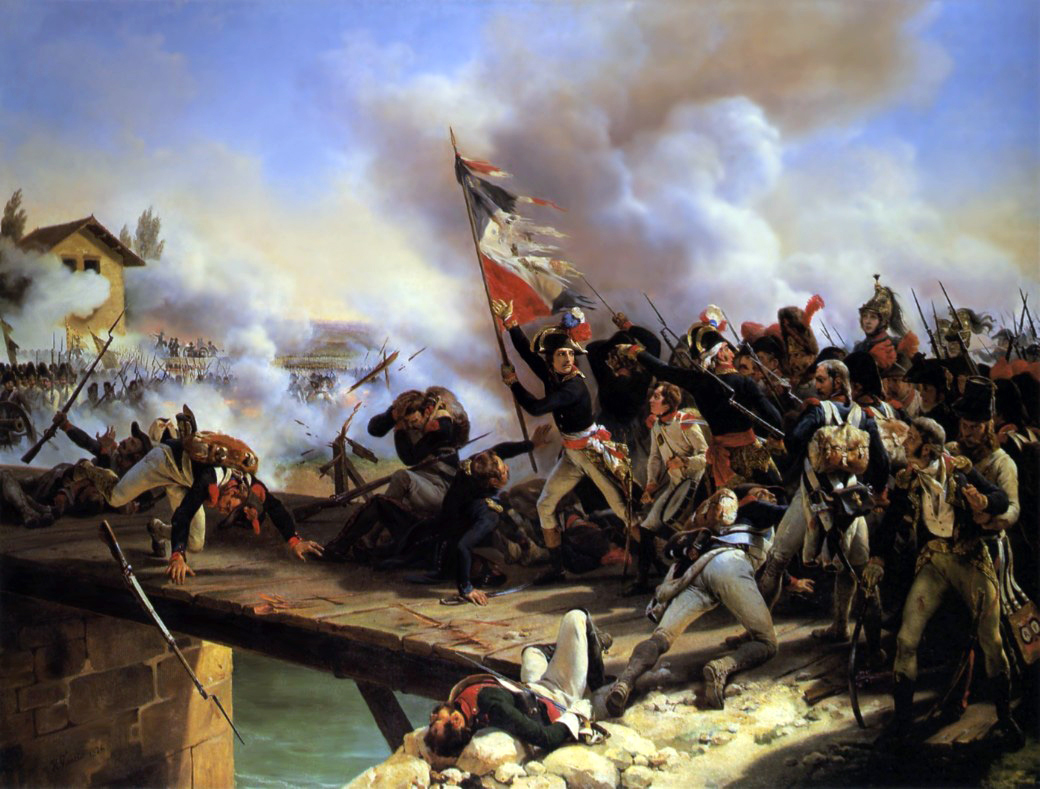
au redesenat harta peninsulei

Până în februarie 1795, Franța anexase Țările de Jos Austriece, și-a stabilit frontiera pe malul stâng al Rinului și a înlocuit Republica Neerlandeză cu Republica Batavă, un stat-satelit. Aceste victorii au dus la destrămarea coaliției anti-franceze; Prusia a făcut pace în aprilie 1795, și Spania a urmat la scurt timp. Singurele mari puteri rămase în război mai erau Marea Britanie și Imperiul Habsburgic (Austria). În octombrie 1797, o serie de victorii ale lui Bonaparte în Italia i-au determinat pe Habsburgi să accepte tratatul de la Campo Formio, în care cedau formal Țările de Jos și recunoșteau independența Republicii Cisalpine⁠(d).
Luptele au continuat din două motive: în primul rând, finanțele statului francez ajunseseră să depindă de despăgubirile de război impuse adversarilor învinși. În al doilea rând, armatele erau loiale mai ales generalilor lor, pentru care avuția obținută în urma victoriei, și statutul  pe care ea li-l conferea deveniseră obiective în sine. Ofițeri ca Lazare Hoche, Jean-Charles Pichegru și Lazare Carnot dobândiseră o influență politică importantă, și erau în poziția de a stabili politica; Campo Formio a fost aprobat de Bonaparte, nu de Directorat, care obiectase la termenii pe care îi considera prea indulgenți.
În ciuda acestor probleme, Directoratul nu a dezvoltat niciodată un program realist de pace, de teama efectelor destabilizante ale demobilizării a sute de mii de tineri. Pentru conducerea politică, atâta timp cât generalii și armatele lor stăteau departe de Paris, ei erau mulțumiți să-i lase să lupte, factor care a condus la aprobarea invadării Egiptului de către Bonaparte. Rezultatul a fost o politică agresivă și oportunistă, care a condus la Războiul celei de a Doua Coaliții din noiembrie 1798.

## Sclavia și coloniile

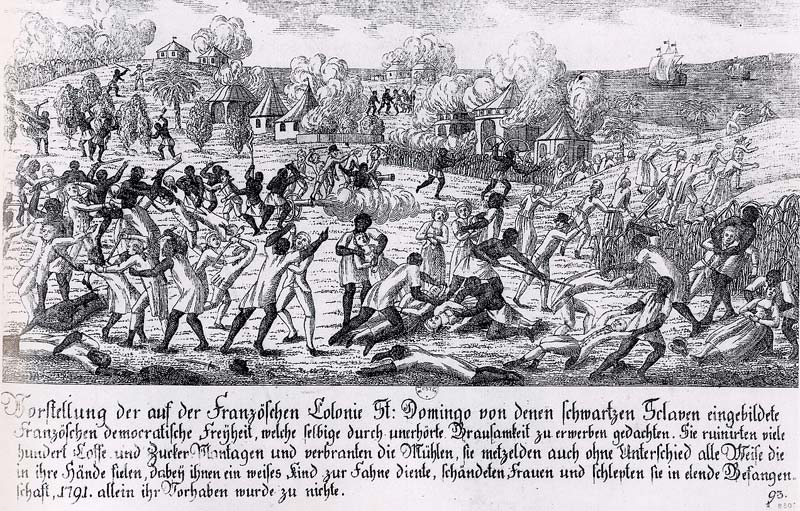
din 1791

În 1789, cele mai populate colonii franceze erau Saint-Domingue (astăzi, Haiti), Martinica, Guadelupa, Île Bourbon (Réunion) și Île de la France. Aceste colonii produceau bunuri cum ar fi zahăr, cafea și bumbac pentru a fi exportate exclusiv în Franța. În colonii erau în total circa 700.000 de sclavi, dintre care 500.000 doar în Saint-Domingue. Produsele coloniale reprezentau circa o treime din exporturile Franței.
În februarie 1788, în Franța s-a înființat Societatea Prietenilor Negrilor⁠(d), cu scopul de a aboli sclavia în imperiul colonial. În august 1789, stăpânii și negustorii de sclavi din colonii și-au înființat Club de Massiac, o organizație rivală care să le reprezinte interesele. Când Adunarea Constituantă a adoptat Declarația Drepturilor Omului și Cetățeanului în august 1789, delegații ce reprezentau latifundiarii din colonii au reușit să convingă pe ceilalți deputați ca acele principii să nu se aplice și în colonii, întrucât ar aduce ruina economică și ar perturba comerțul. Latifundiarii din colonii au obținut și controlul asupra Comisiei Coloniale a Adunării, de unde au exercitat o puternică influență împotriva abolirii sclaviei.
Și în Franța metropolitană, și în colonii, negrii liberi se confruntau cu discriminări sociale și legale, fiindu-le interzis accesul la profesii cum ar fi avocatura, medicina și farmacia. În 1789–1790, o delegație a negrilor liberi, condusă de Vincent Ogé⁠(d) și Julien Raimond⁠(d), a cerut, fără a obține, oprirea discriminării împotriva grupului lor. Ogé a plecat înapoi în Saint-Domingue unde în octombrie 1790 a izbucnit o răscoală împotriva latifundiarilor albi. Răscoala a fost înăbușită, iar Ogé a fost omorât.
În mai 1791, Adunarea Națională a acordat drepturi politice depline negrilor născuți din doi părinți liberi, dar a lăsat determinarea drepturilor sclavilor eliberați în seama adunărilor coloniale. Adunările au refuzat să pună în aplicare decretul și au izbucnit lupte între populația de culoare din Saint-Domingue și coloniștii albi, fiecare tabără recrutând sclavi în rândurile ei. A urmat o mare răscoală a sclavilor⁠(d) în august.
În martie 1792, Adunarea Legislativă a răspuns răscoalei acordând cetățenia tuturor negrilor liberi și trimițând doi comisari, pe Léger-Félicité Sonthonax⁠(d) și pe Étienne Polverel⁠(d), alături de 6000 de soldați în Saint-Domingue pentru a pune decretul în aplicare. La sosirea lor în septembrie, comisarii au anunțat că sclavia se va păstra. Peste 72.000 de sclavi erau încă răsculați, cei mai mulți în nord.
Brissot și susținătorii lui își imaginau abolirea sclaviei într-un final, dar grija lor imediată era asigurarea comerțului și susținerea negustorilor în vederea Războaielor Revoluționare. După căderea lui Brissot, noua constituție din iunie 1793 a cuprins o nouă Declarație a Drepturilor Omului și Cetățeanului, dar excludea coloniile din sfera de aplicare a prevederilor ei. În orice caz, noua constituție era suspendată pe timp de război.
Pe la începutul lui 1793, stăpânii de plantații regaliști din Guadelupa și Saint-Domingue au format o alianță cu Marea Britanie. Spaniolii îi susțineau pe sclavii insurgenți, în frunte cu Jean-François Papillon⁠(d) și Georges Biassou⁠(d), în partea de nord din Saint-Domingue. Stăpânii de plantații rămași loiali Republicii au trimis reprezentanți la Paris pentru a convinge Convenția Națională dominată de iacobini că cei care cer abolirea sclaviei sunt agenți britanici și susținători ai lui Brissot, care speră să perturbe comerțul.
În iunie, comisarii din Saint-Domingue au eliberat 10.000 de sclavi care luptau pentru Republică. Întrucât și regaliștii și susținătorii lor britanici și spanioli ofereau liberatate sclavilor dispuși să lupte pentru cauza lor, comisarii au decis abolirea sclaviei în august, și în toată colonia în octombrie. Au fost trimiși reprezentanți la Paris să obțină aprobarea Convenției pentru această măsură.
Convenția a votat abolirea sclaviei în colonii la 4 februarie 1794 și a decretat că toți locuitorii coloniilor au drepturi depline de cetățeni francezi indiferent de culoarea pielii. O armată de 1000 de sanculoți în frunte cu Victor Hugues⁠(d) a fost trimisă  în Guadelupa pentru a-i izgoni pe britanici și pentru a pune în aplicare decretul. Armata a recrutat foști sclavi și a ajuns să numere 11.000 de oameni, capturând Guadelupa și alte insule mai mici. S-a proclamat abolirea sclaviei și în Guyana. Martinica a rămas sub ocupație britanică, în timp ce latifundiarii coloniali din Réunion și din Îles Mascareignes⁠(d) i-au respins pe republicani. Armatele de negri i-au izgonit pe spanioli din Saint-Domingue în 1795, iar trupele britanice s-au retras în 1798.
În zonele aflate sub control republican între 1793 și 1799, sclavii eliberați au rămas cu obligațîa de a munci pe fostele lor plantații pentru foștii stăpâni dacă erau în serviciu casnic, dar primeau salariu și aveau drepturi de proprietate. Generalii negri și multatri controlau mari părți din Guadelupa și Saint-Domingue, inclusiv Toussaint Louverture în partea de nord din Saint-Domingue, și André Rigaud⁠(d) în cea de sud. Istoricul Fréderic Régent afirmă că restricțiile asupra libertății de angajare și de mișcare a sclavilor însemna că „doar albii, persoanele de culoare deja eliberate înainte de decret, și foștii sclavi din armată au beneficiat pe deplin de emanciparea generală.”
După sfârșitul Revoluției, Napoleon a reinstituit-o în 1802, limitat la coloniile în care se cultiva trestie de zahăr, dar a interzis în 1815 comerțul cu sclavi, măsură confirmată trei ani mai târziu de Ludovic al XVIII-lea. Abolirea definitivă a sclaviei în Franța s-a făcut printr-o lege adoptată în 1845, care a deschis calea pentru abolirea finală în timpul Revoluției din 1848.  Ulterior, Franța a dobândit noi colonii în Africa, și a acționat activ pentru abolirea sclaviei în acele teritorii, care deja o practicau; ceea ce a reușit până în 1905.

## Media și simboluri

### Ziarele

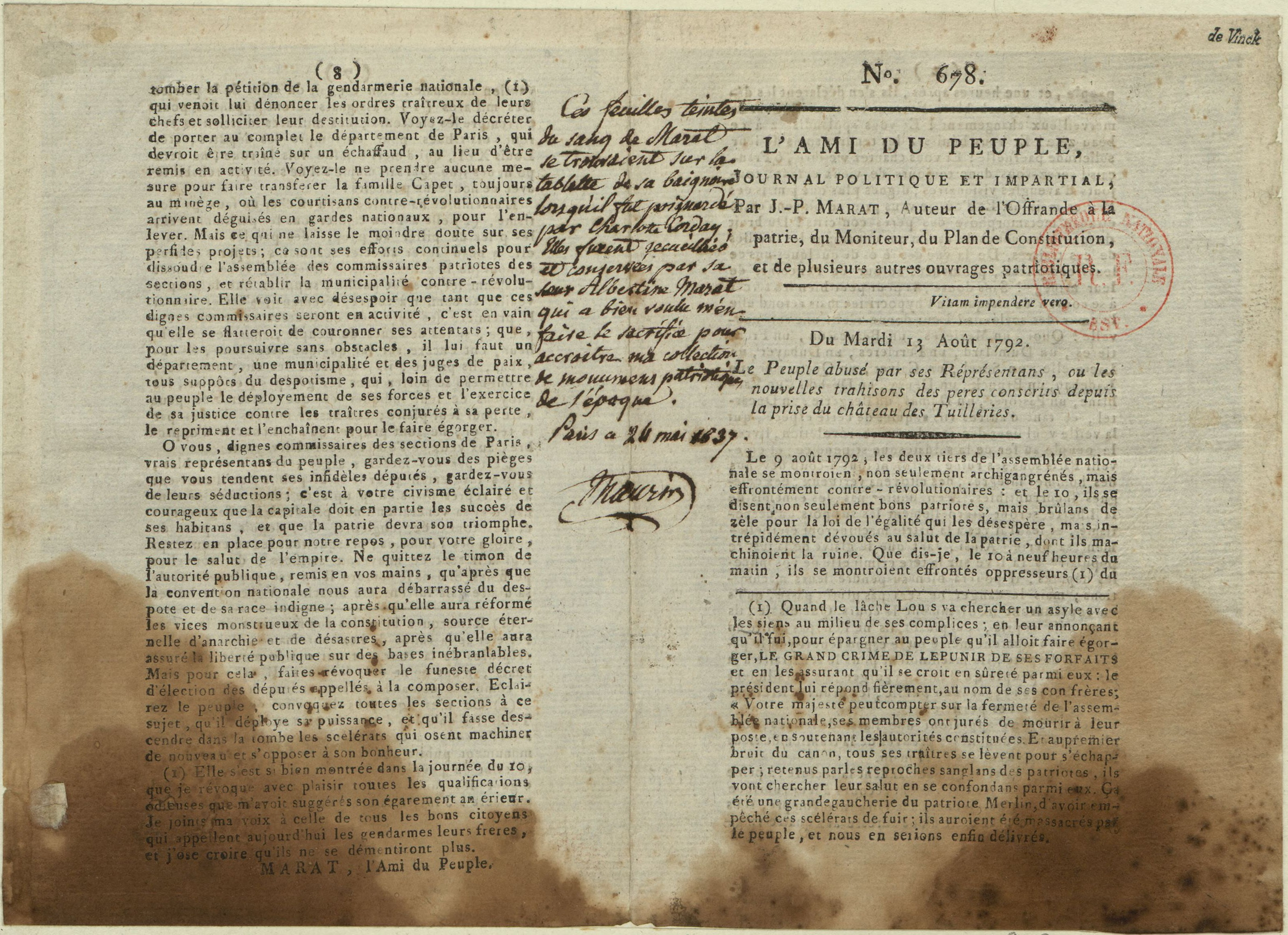
Un exemplar din L'Ami du peuple pătat cu sângele lui Marat

Ziarele și broșurile au jucat un rol central în stimularea și definirea Revoluției. Până în 1789, fuseseră puține ziare, care erau puternic cenzurate și erau obligate să obțină permisiune regală pentru a publica, dar Stările Generale au creat o cerere enormă de informație, și până la sfârșitul acelui an au apărut peste 130 de ziare. Printre cele mai importante s-au numărat L'Ami du peuple al lui Marat și Revolutions de Paris⁠(fr)[traduceți] al lui Elysée Loustallot. De-a lungul următorului deceniu, s-au înființat peste 2000 de ziare, din care 500 doar în Paris. Cele mai multe au funcționat doar câteva săptămâni, dar împreună au devenit principalul mijloc de comunicare, combinat cu ampla literatură a broșurilor.
Ziarele se citeau cu voce tare în localuri și în cluburi și circulau din mână în mână. Lumea avea credința că scrisul este o vocație, nu o afacere, iar rolul presei era promovarea republicanismului civic. În 1793, radicalii ajunseseră cei mai activi, dar la început regaliștii fuseseră cei care inundaseră țara cu L'Ami du Roi⁠(fr)[traduceți] (Prietenul regelui) până când ziarul a fost interzis.